# 原由実
原 由実（はら ゆみ、1985年1月21日 - ）は、日本の女性声優・歌手。大阪府大阪市出身。アーツビジョン所属。
代表作には『オーバーロード』（アルベド）、『アイドルマスター』シリーズ（四条貴音）などがある。

## 人物
アニメが好きであり、そのうち声優のラジオも聴くようになって「自分もこのお仕事がしたい」と思ったのがきっかけで中学時代に声優を目指し、高校卒業後、日本郵政公社の事務員として地元大阪の郵便局に勤務する傍ら、日本ナレーション演技研究所でレッスンを受けていた。正式に所属が決まると悩んだ末に（国家公務員法で兼業が禁止されているため）声優として活動することを決め、郵便局を退職して上京する。
バンダイナムコゲームス（現：バンダイナムコエンターテインメント）のシミュレーションゲーム『アイドルマスター』シリーズの1つ『THE IDOLM@STER SP』に四条貴音役として抜擢され、注目を集める。キャスティングは2008年7月27日にパシフィコ横浜国立大ホールで開催された「Go to the NEW STAGE! THE IDOLM@STER 3rd ANNIVERSARY LIVE」にて公表された。原自身が普段そこまでゲームをするタイプではないため、はっきりと『THE IDOLM@STER』がどんなものかを知っていたわけではなかった。ただし、大阪府に住んでいた時に今井麻美とたかはし智秋がパーソナリティーを務めていた『THE IDOLM@STER RADIO』を毎週聴いており、原の中ではラジオのイメージがあった。そのラジオの中で曲がかかっており、「すごくいい曲が多い作品だなあ、」と思っていた。オーディションの時もはっきり作品名を言われたわけではなくトップシークレットだったため、よくわからずに受けていた。実際に「受かりました」となったあとにドッサリと歌資料が届き、「収録するものも怒濤のようにあります」と伺い、前述のパシフィコ横浜でステージデビューすることも聞いていたため、「すごい作品だな」と思ったという。『THE IDOLM@STER』の四条貴音に初めて出会った時は「高貴な雰囲気はありつつも、すごく不思議な女の子だなあ」と思っていた。貴音は当初は大食いという設定ではなかったが、原が食べることが好きだったことから貴音にもその要素が入っていった。高貴で不思議な感じだが、世間知らずなところもあり、どんどん変化していくのが楽しく、そこに少し自分の要素も入っていることが、すごく嬉しかった。ただし、原と貴音は根本が真逆なタイプのため、原の中で雲の上の存在という印象は変わっていないという。『THE IDOLM@STER SP』のオーディションではMY LITTLE LOVERの「DESTINY」を歌い、合格を勝ち取った。オーディション会場では共演者である沼倉愛美（我那覇響役）とも言葉を交わしている。また、愛称の「はらみー」は沼倉が発案した。
仕事中は標準語を使うが、大阪育ちであり元々は生粋の近畿方言を使うため、関西弁の役柄で声を当てても方言が自然に響き、違和感の無い声当てになる。ラジオでは標準語を使うが、親しい相手と一緒の番組の場合、時折関西弁が出ることがある。
2009年2月21日より、本人によるブログ「原 由実の☆heavenly cafe☆」を開設している。また、自宅にゴキブリが出没した際に対処法を募るため、Twitterを開始したことがある。
2012年5月14日にSHIBUYA-AXにて開催された『今井麻美 Birthday Live 2012』へ飛び入り参加し、同年8月22日にPSP用ソフト『コープスパーティー -THE ANTHOLOGY- サチコの恋愛遊戯♥Hysteric Birthday 2U』のエンディングテーマ「HANABI」でソロデビューすることを発表した。また、同年7月9日からは『アニソンぷらす』内のコーナー「原由実のハラハラ90秒」を担当していた。
2018年6月10日に開催されたライブ「Message」をもって、声優業に専念する為に音楽活動を休止した。
2019年9月26日、本人のブログにて一般会社員と結婚したことを発表した。2020年7月17日のブログにて第一子となる男児の出産を報告。2023年12月31日のブログにて第二子となる女児の出産を報告。

## 交友
事務所と出身地が同じ疋田涼子とは養成所からの付き合いであり、親交が深い。声優の今井麻美とも普段から仲が良く、お互いの趣味や好みが分かるぐらいの関係であると語っている。「アイドルマスターシリーズ」で共演する長谷川明子とは友人で事務所に所属したタイミングが同じくらいだった。

## 趣味・趣向
好きな色は、以前は黒色・白色・赤色であったが、現在は白のみとなっている。左利き。
好きな食べ物 第1位としてラーメンをあげており、その中でもカップラーメンが特に好きである。また、健啖家である。この中の「健啖家」という特徴は、自身の代表作『THE IDOLM@STER』がアニメ化された際、持ち役である四条貴音へ反映されている。なお、貴音には「ラーメンが好物」という特徴もあるが、これはもともと設定されていた特徴である。また、貴音の誕生日や血液型が原と一致しており（オーディション前に設定されていた）資料を見て原は貴音役をやりたいと希望した。
一方、苦手な食べ物はピーマンであり、近い品種のパプリカ やシイタケも苦手としている。
休日はピラティスとゴルフに勤しんでいるが、これ以外についてはインドアな行動が多いと語っている。

## 出演
太字はメインキャラクター。

### テレビアニメ
2009年
- はっけん たいけん だいすき! しまじろう

2011年
- THE IDOLM@STER（2011年 - 2012年、四条貴音） - 1シリーズ + 特別編
- IS 〈インフィニット・ストラトス〉（四十院神楽、クラスメイト達、女教師）
- しまじろう ヘソカ
- SKET DANCE（山内沙羽）

2012年
- 銀河へキックオフ!!（望月先生、新東京FCの選手）
- クレヨンしんちゃん（2012年 - 2013年、客B、仲居B、店員、女性B）
- 黄昏乙女×アムネジア（庚夕子）
- 輪廻のラグランジェ（湯川いなほ）

2013年
- ロウきゅーぶ!SS（都大路綾）
- ログ・ホライズン（2013年 - 2021年、マリエール） - 3シリーズ

2014年
- トリニティセブン（浅見リリス）

2015年
- うたわれるもの 偽りの仮面（2015年 - 2016年、アトゥイ）
- オーバーロード（2015年 - 2022年、アルベド） - 4シリーズ / 2017年に総集編『不死者の王』『漆黒の英雄』劇場上映
- 俺がお嬢様学校に「庶民サンプル」としてゲッツされた件（花江恵理、真梨花、占い師ムーン）
- 怪盗ジョーカー（2015年 - 2016年、アイ） - 3シリーズ

2016年
- アンジュ・ヴィエルジュ（アルマリア）
- あんハピ♪（小平先生）
- 一人之下 the outcast（2016年 - 2018年、風沙燕） - 2シリーズ
- ブレイブウィッチーズ（アレクサンドラ・I・ポクルイーシキン）

2017年
- CHAOS;CHILD（橘結衣）
- テイルズ オブ ゼスティリア ザ クロス（ミューズ）
- 恋愛暴君（白峰樒）

2018年
- 異世界魔王と召喚少女の奴隷魔術（2018年 - 2021年、アリシア・クリステラ） - 2シリーズ
- 深夜!天才バカボン（録音オペレーター）
- 閃乱カグラ SHINOVI MASTER -東京妖魔篇-（雪泉）
- 剣王朝（白山水）
- とある魔術の禁書目録III（親船素甘）
- BEATLESS（マリエ、女性キャスター）
- 魔法少女サイト（雨谷小雨）
- ラーメン大好き小泉さん（高橋潤）

2019年
- 異世界かるてっと（2019年 - 2020年、アルべド） - 2シリーズ
- 戦×恋（早乙女二葉）
- ヴィンランド・サガ（アン）
- 魔法少女特殊戦あすか（旅団長）

2020年
- アサティール 未来の昔ばなし（ザルカ）
- 織田シナモン信長（主婦）
- かくしごと（城路久美）

2021年
- 天地創造デザイン部（上田）
- ワールドウィッチーズ発進しますっ!（アレクサンドラ・I・ポクルイーシキン）
- SCARLET NEXUS（キョウカ・エデン、女性）

2022年
- 異世界美少女受肉おじさんと（神官）
- ふしぎ駄菓子屋 銭天堂（更科美咲）
- うたわれるもの 二人の白皇（アトゥイ）

2023年
- REVENGER（ゆい）
- ニンジャラ（おはな）
- パズドラ（マネージャー）
- アイドルマスター ミリオンライブ！（四条貴音）

2024年
- 結婚指輪物語（深淵王の騎士 / スマラグディ）
- Re:Monster（ドライアド→ドリアーヌ）
- 怪異と乙女と神隠し（古鷹）
- ワンルーム、日当たり普通、天使つき。（孔雀）

2025年
- 薬屋のひとりごと（愛凛）

### 劇場アニメ
2010年代
- ストライクウィッチーズ 劇場版（2012年、アレクサンドラ・イワーノヴナ・ポクルイーシキン）
- THE IDOLM@STER MOVIE 輝きの向こう側へ!（2014年、四条貴音）
- アクセル・ワールド INFINITE∞BURST（2016年、四埜宮謡 / アーダー・メイデン）
- 新劇場版「頭文字D」Legend3-夢現-（2016年、佐藤真子）
- 劇場版 トリニティセブンシリーズ（2017年 - 2019年、浅見リリス） - 2作品
- コードギアス 反逆のルルーシュ II・III（2018年、ニュースキャスター、双葉） - 2作品
- モンスターストライク THE MOVIE ソラノカナタ（2018年、カイン、カナタ〈幼少期〉）
- コードギアス 復活のルルーシュ（2019年、アナウンス）

2020年代
- 劇場版 異世界かるてっと 〜あなざーわーるど〜（2022年、アルベド）
- 劇場版 オーバーロード 聖王国編（2024年、アルベド）

### OVA
2012年
- 片翼のクロノスギア（リョウ＝サカモト）

2013年
- ぷちます! -PETIT IDOLM@STER-（2013年 - 2018年、四条貴音、たかにゃ）- 単行本第5・6・10・11巻 DVD付特装版

2014年
- THE IDOLM@STER SHINY FESTA（四条貴音）- 3作品
- サクラカプセル（女性の先生）
- みツわの（一葉）

2015年
- ストライクウィッチーズ Operation Victory Arrow vol.3 アルンヘムの橋（アレクサンドラ・I・ポクルイーシキン）※ODS作品
- 閃乱カグラ ESTIVAL VERSUS -水着だらけの前夜祭-（雪泉）

2016年
- オーバーロード『山小人の工匠』（アルベド） - 単行本第11巻 Blu-ray付特装版
- ビキニ・ウォリアーズOVA（クノイチ）

2017年
- 魔法使いの嫁 星待つひと（新倉真弓〈過去〉、新倉真歩〈曾孫〉）- コミックス第7・8巻アニメーションDVD付き特装版
- ブレイブウィッチーズ ペテルブルグ大戦略 （アレクサンドラ・I・ポクルイーシキン） ※ODS作品
- ガールズ&パンツァー 最終章（2017年 - 2021年、マリー）
- 宇宙戦艦ヤマト2202 愛の戦士たち（篠田琴）※ODS作品

### Webアニメ
- ぷちます! -プチ・アイドルマスター-（2013年 - 2014年、四条貴音、たかにゃ[85]、婦警さん） - 2シリーズ

### ゲーム
2008年
- 武装神姫 BATTLE RONDO（ナース型MMS ブライトフェザー）

2009年
- THE IDOLM@STER SP（四条貴音）
- THE IDOLM@STER Dearly Stars（四条貴音）
- 剣と魔法と学園モノ。2（ノーム・女）
- サイバーダイバー（サイキッカー）

2010年
- クリミナルガールズ（トモエ / 春川朋）
- 花札参（花魁）

2011年
- THE IDOLM@STER 2（四条貴音）
- アイドルマスター グラビアフォーユー! Vol.1 - 9（四条貴音）
- AKIBA'S TRIP（サラ）
- テイルズ オブ エクシリア
- 白衣性恋愛症候群（山之内やすこ）
- わグルま!（スローネ）

2012年
- THE IDOLM@STER SHINY FESTA（四条貴音）
- アイドルマスターモバイルi（四条貴音）
- 青の祓魔師 幻刻の迷宮（炎に浮かぶ女）
- AKIBA'S TRIP PLUS（サラ）
- 圧倒的遊戯 ムゲンソウルズ（ディース・ヴァンガード）
- コープスパーティー -THE ANTHOLOGY- サチコの恋愛遊戯♥Hysteric Birthday 2U（水原さつき）
- 白衣性恋愛症候群 RE:Therapy（山之内やすこ）
- マジカルバトルフェスタ（黒杜葵）

2013年
- THE IDOLM@STER SHINY TV（四条貴音）
- アイドルマスター シンデレラガールズ（四条貴音）
- アイドルマスター ミリオンライブ!（2013年 - 2017年、四条貴音）
- アクセル・ワールド -加速の頂点-（四埜宮謡）
- 圧倒的遊戯 ムゲンソウルズZ（ディース）
- 俺に働けって言われても 乙（リリウム・マクラツム） - DLC追加キャラクター
- グラナド・エスパダ（オリヴィア、スパイオリヴィア）
- クリミナルガールズ INVITATION（トモエ）
- 閃乱カグラ SHINOVI VERSUS -少女達の証明-（雪泉）
- 討鬼伝（ミタマ“アメノウズメ”）

2014年
- アイドルマスター ワンフォーオール（四条貴音）
- オメガクインテット（シオリ）
- 俺の屍を越えてゆけ2（百足お銀、桃果仙）
- CHAOS;CHILD（橘結衣）
- 神様と運命覚醒のクロステーゼ（東江アルル）
- コープスパーティー BLOOD DRIVE（水原さつき）
- シャリーのアトリエ 〜黄昏の海の錬金術士〜（ローゼミア）
- 神撃のバハムート（シャロン、カムペー）
- せかい☆セイフク 〜COSUTUME FES.〜（“コードネーム:FT”）
- チェインクロニクル（2014年 - 2016年、マリエール、ソリティー、ネブリナ、フラウ、ツガル、アトゥイ）
- 超次元アクション ネプテューヌU（ファミ通ちゃん）
- デカ盛り 閃乱カグラ（雪泉）
- 討鬼伝 極（美柚）
- フリーダムウォーズ（アリエス・M）
- BREAK雀BURST（フィーア）
- もっと姉、ちゃんとしようよっ! +PLUS（和泉わかば）
- LORD of VERMILION III Ark-cell（アニュイ）
- ロボットガールズZ ONLINE（2014年 - 2020年、せわしん、シャピー）

2015年
- うたわれるもの 偽りの仮面（アトゥイ）
- オルタンシア・サーガ -蒼の騎士団-（ナディア、リザ、ロザリー）
- 激次元タッグ ブラン+ネプテューヌVSゾンビ軍団（ファミ通ちゃん）
- 激突!ブレイク学園（炎城寺美夕、真義摩里香）
- サウザンドメモリーズ（ファオ、フィロメナ、ローズ）
- 閃乱カグラ ESTIVAL VERSUS -少女達の選択-（雪泉）
- ソウル・オブ・セブンス（エレクトラ）
- タワー オブ プリンセス（ルーツィア）
- 超銀河船団（ヨシモト・レナ）
- Diss World（デボラ、アジダカーハ、シノノメ、ヤマタノオロチ、ランスロット）
- テイルズ オブ ゼスティリア（ミューズ）
- 鉄拳7（三島一美）
- 白衣性愛情依存症（天藤いつき）
- VALKYRIE DRIVE -BHIKKHUNI-（猪名川マナ）
- ブレイブリーアーカイブ（モニカ）
- メビウス ファイナルファンタジー（セーラ・ロット・コーネリア）
- LORD of VERMILION III Chain-Gene（伏姫）

2016年
- IRroid〜恋の有効フロンティア〜（三鈴アラミ）
- アイドルマスター プラチナスターズ（四条貴音）
- アンジュ・ヴィエルジュ〜第2風紀委員 ガールズバトル〜（アルマリア）
- うたわれるもの 二人の白皇（アトゥイ）
- クイズRPG 魔法使いと黒猫のウィズ（ハクア・デスサイス）
- グランブルーファンタジー（ザルハメリナ）
- グリムノーツ（倉餅桃華、ミーア、チェシャ猫、綾央）
- シドストーリー（カラ、ニーチェ、ワルキューレ）
- 空と大地のクロスノア（ゼクティス）
- 鉄拳7 FATED RETRIBUTION（三島一美）
- 討鬼伝2（ミタマ“中野竹子”）
- .hack//New World（ハルイエ）
- ブレイジング オデッセイ（カブラギ）
- Heaven×Inferno（レヴィアタン）
- LORD of VERMILION Re:3（【最恐】アニュイ）

2017年
- アイドルマスター ステラステージ（四条貴音）
- アイドルマスター ミリオンライブ! シアターデイズ（2017年 - 2024年、四条貴音）
- あくしず戦姫 〜戦場を駆ける乙女たち〜（夕凪桜、伊勢）
- アクセル・ワールド エンドオブバースト（四埜宮謡）
- アクセル・ワールド VS ソードアート・オンライン 千年の黄昏（アーダー・メイデン）
- アルテイルクロニクル（セレモナ）
- ヴィーナスランブル（セレ）
- エターナルリンケージ 〜蒼穹のアムネシア〜（ディアナ）
- CHAOS;CHILD らぶchu☆chu!!（橘結衣）
- 黒騎士と白の魔王（プレイヤーボイス、アフロディーテ、デメテル）
- GOD WARS 〜時をこえて〜（アオメ）
- シノビマスター 閃乱カグラ NEW LINK（雪泉）
- シノビリフレ -SENRAN KAGURA-（雪泉）
- 侵攻のオトメギアス（シャーリー、ダイアナ）
- 新星抜擢ドライブガールズ（レガリス）
- 真・女神転生 DEEP STRANGE JOURNEY（ゾイ）
- セブンズストーリー（エルウィン）
- 閃乱カグラ PEACH BEACH SPLASH（雪泉）
- 蒼空のリベラシオン（フェンテ）
- 誰ガ為のアルケミスト（テティス）
- ビーナスイレブンびびっど!（雪泉、桜桃カグヤ）
- BLESS（エルリオーネ・リリアンテス）
- LAPLACE LINK -ラプラスリンク-（東雲ミユ）

2018年
- 閃乱カグラ Burst Re:Newal（雪泉） - DLC追加キャラクター
- 御城プロジェクト:RE（鎌倉城、岡崎城）
- Fate/Grand Order（2018年 - 2023年、アナスタシア）
- うたわれるもの斬 / 2（2018年 - 2021年、アトゥイ） - 2作品
- PEACH BALL 閃乱カグラ（雪泉）
- 異世界魔王と召喚少女の奴隷魔術 X Reverie（アリシア・クリステラ）
- OVERHIT（スノーホワイト）
- かんぱに☆ガールズ（ヴィ・ヴェリオル）
- ガールズ＆パンツァー 戦車道大作戦!（マリー）
- キングスレイド（エルゼ）
- GOD WARS 日本神話大戦（アオメ）
- Shadowverse（ダークデビル・ミルナード、トリルメイド・アズ＆イズ）
- 戦国アスカZERO（2018年 - 2020年、雪泉、アリシア・クリステラ）
- チェインクロニクル3（アルベド）
- ドラガリアロスト（フェニックス）
- ブラウンダスト（セリア）
- メビウス ファイナルファンタジー 破滅の戦士（セーラ・ロット・コーネリア）
- ラーメン大好き小泉さん「ましまし」（高橋潤）
- りっく☆じあ〜す（アルベド）
- レイヤードストーリーズ ゼロ（オデット、リアベル）
- ロード オブ ヴァーミリオン IV 血晶事変 [RenatuS]（伏姫神）

2019年
- 鉄拳7 FATED RETRIBUTION ROUND2（三島一美）
- MASS FOR THE DEAD（アルベド）
- トリニティセブン -夢幻図書館と第7の太陽-（浅見リリス）
- トリカゴ スクラップマーチ（シエラ）
- ゴシックは魔法乙女〜さっさと契約しなさい!〜（雪泉）
- 放置少女〜百花繚乱の萌姫たち〜（雪泉）
- オメガラビリンス ライフ（聖花フローラ）
- ファイアーエムブレム ヒーローズ（2019年 - 2024年、ノルン、イグレーヌ）
- CODE VEIN（カレン）
- BLAZBLUE CROSS TAG BATTLE（雪泉）
- ヴァルキリーアナトミア -ジ・オリジン-（楓）
- ヴァルキリーコネクト（2019年 - 2020年、エリネージュ、アルベド）
- ガールズ＆パンツァー ドリームタンクマッチDX（マリー）
- 逆転オセロニア（リイア）
- グラフィティスマッシュ（五獣のスザク）
- 社長、バトルの時間です!（アルベド）
- 永遠の7日（リンム）

2020年
- 神田川JET GIRLS（雪泉）
- 少女地獄のドクムス〆（黒い毒娘）
- レッド：プライドオブエデン（シャノン）
- サンクタス戦記-GYEE-（リタ）
- ワールドウィッチーズ UNITED FRONT（アレクサンドラ・I・ポクルイーシキン）
- 武装神姫 アーマードプリンセス バトルコンダクター（ブライトフェザー）
- アズールレーン（2020年 - 2024年、ペーター・シュトラッサー、雪泉）
- イリュージョンコネクト（ベアトリス）
- うたわれるもの ロストフラグ（アトゥイ）
- ドカポンUP! 夢幻のルーレット（アトゥイ）
- ラストオリジン（ケルベロス）
- 錬神のアストラル（生成）
- ロストディケイド（リリス、イルリ）

2021年
- アイドルマスター ポップリンクス（四条貴音）
- ブルーアーカイブ -Blue Archive-（2021年 - 2023年、室笠アカネ）
- NieR Re［in］carnation（ママ）
- 百花繚乱 -パッションワールド（細川忠利）
- ブラック・サージナイト（高雄）
- sin 七つの大罪 X-TASY（ルシファー）
- 異世界に飛ばされたらパパになったんだが 〜精霊騎士団物語〜（ユグドラシル）
- SCARLET NEXUS（キョウカ・エデン）
- 異世界かるてっと 〜激突! ぱずるすくーる〜（アルベド）
- 終末のアーカーシャ（出雲、クリスティーン）
- 閃乱忍忍忍者大戦ネプテューヌ -少女達の響艶-（雪泉）
- 英雄伝説 黎の軌跡（ポーレット）
- アイドルマスター スターリットシーズン（2021年 - 2022年、四条貴音）
- 機動戦士ガンダム U.C. ENGAGE（2021年 - 2025年、エアル・セーブ）

2022年
- N-INNOCENCE-（ブリュンヒルデ）
- ガーディアンテイルズ（エレノア)
- 英雄伝説 黎の軌跡 II -CRIMSON SiN-（ナージェ・ベルカ）
- Echocalypse -緋紅の神約-（シャナ）
- CHUNITHM SUN（宍戸美鈴）
- 義賊探偵ノスリ（アトゥイ）

2023年
- グリム・ガーディアンズ デーモンパージ（大人くろな）
- 共闘ことばRPG コトダマン（アルベド）
- 無期迷途（アデラ）
- Tower of Fantasy（幻塔）（凌寒）
- D×2 真・女神転生 リベレーション（アルベド）

2024年
- 転生したらスライムだった件 魔王と竜の建国譚（アルベド）
- ユニコーンオーバーロード（レーニス）
- ドルフィンウェーブ（雪泉）
- ブラウンダスト2（雪泉）
- カルドアンシェル（大人くろな）

2025年
- ペルソナ5: The Phantom X（椎名悠美）
- 新月同行（巫）

時期未定
- デュエットナイトアビス（フローラ）

### ドラマCD
2008年
- ドラマCD アイドルマスター Eternal Prism 01 - 03（四条貴音）

2009年
- 殿といっしょ（おね）
  - 殿といっしょ2（島津家久）

2010年
- 黄昏乙女×アムネジア（庚夕子）
- THE IDOLM@STER MASTER ARTIST 2  -FIRST SEASON- 04・05（四条貴音）

2011年
- アイドルマスターブレイク! 第4巻 限定版特典CD（四条貴音）
- ドラマCD ぷちます! -PETIT IDOLM@STER- Vol.1・2（四条貴音、たかにゃ）
- me to me『スーパー☆スター』（西園寺雅）※コミケ限定版のみDVD付属

2012年
- THE IDOLM@STER No Make!（四条貴音）
- ティンクルセイバーNOVA（浅凪一二三）※コミックス第4巻ドラマCD付限定版
- ヒカルが地球にいたころ…… ※単行本第5巻ドラマCD同梱版
- らぶバト! 2nd Attack（フェリシア＝ワーズワース）

2013年
- 異能バトルは日常系のなかで（高梨彩弓）
- オーバーロード『封印の魔樹』（アルベド）※単行本第4巻 ドラマCD同梱
- ログ・ホライズン（マリエール）※第七巻ドラマCD付特装版

2014年
- アイドルマスター ワンフォーオール 初回限定版付属 スペシャルドラマCD「765プロが行く！トップアイドルのお仕事見学」（四条貴音）
- フレイム王国興亡記 ドラマCD「乙女の戦い―Sweet Girl's War―」（マリア・サーチ）
- RE:BORN〜仮面の男とリボンの騎士〜（ヘル）※コミックス第1巻ドラマCD同梱版
- オーバーロード『漆黒の英雄譚』（アルベド）※単行本第6巻 ドラマCD同梱

2015年
- ココロ・アンノウン2

2016年
- オーバーロード『ショー・マスト・ゴー・オン』（アルベド）※漫画版第6巻 ドラマCD同梱

2017年
- ブレイブウィッチーズ 秘め歌コレクション 録り下ろしドラマCD（アレクサンドラ・イワーノヴナ・ポクルイーシキン）※Vol.3&Vol.4 Amazon同時購入特典

2018年
- 閃乱カグラ NewWave Gバースト ドラマCD＆リアルカードセット（雪泉）

2019年
- THE IDOLM@STER MILLION THE@TER GENERATION 14 Charlotte・Charlotte（義母〈四条貴音〉）
- ガールズ&パンツァー 最終章 ドラマCD4 おやつの時間はまだかしら♪（マリー）

### オーディオドラマ
- THE IDOLM@STER NO Make!（2011年、四条貴音）
- オーバーロード（2013年、アルベド）※単行本第3巻購入特典[262]
- THE IDOLM@STER No Make+!（2015年、四条貴音）

### ASMR
- 双子の義妹に挟まれる甘い生活（2024年、恋乃紅葉、恋乃楓）
- 【閃乱カグラASMR】雪泉とお忍び温泉旅行（2024年、雪泉）

### デジタルコミック
- パーフェクトワールド（2018年、長沢）
- マンガアニメ「かくしごと」（2020年、城路久美）
- 落ちこぼれ召喚士と透明なぼく（2022年、ユキ[263]）

### ラジオ
※はインターネット配信。
- THE IDOLM@STER STATION!!!（2009年 - 2013年、ラジオ大阪）
- 生☆声優グランプリ（代打MC、2011年7月9日）
- 白恋♥ラジオナースステーション（2011年、HiBiKi Radio Station※）
- 今井麻美と原由実のRADIOコープスパーティー（2012年、HiBiKi Radio Station※）
- 原由実の○○ラジオ（2012年 - 2015年、ファミ通公式サイト内※）
- ぷちます! 増刊号（2012年 - 2013年、ニコニコ動画※）
- 今井麻美と原由実のラジオ『コープスパーティーR』（2013年 - 2014年、音泉※、HiBiKi Radio Station※）[264]
- THE IDOLM@STER STATION!!+（2013年 -2014年、超!A&G+※）
- 501st JFW.OA〜第五〇一統合戦闘航空団公式放送〜（2013年、音泉※・HiBiKi Radio Station※）
- アーティスト・セルフ・ポートレート（2013年 - 2014年、USEN※）
- 神様と運命覚醒のクロステーゼ×日本一RADIO（2014年、HiBiKi Radio Station※）
- THE IDOLM@STER STATION!!!（2014年 - 2018年、ニコニコ生放送※）
- 原由実・南千紗登のぱくぱく村（2016年 - 2018年、ラジオ関西）[265]

### ラジオCD
- HEART AND SOUL -THE IDOLM@STER STATION!!!-（2011年9月28日）
- 白恋♥ラジオナースステーション（2012年1月27日）
- THE IDOLM@STER STATION!!! Nouvelle Vague（2012年2月29日）
- THE IDOLM@STER STATION!!! Amazing grace（2012年12月12日）
- THE iDOLM@STER STATION!!! FAVORITE TALKS（2013年7月17日）
- 今井麻美と原由実のラジオ『コープスパーティーR』Vol.1、2（2013年 - 2014年）
- 「オーバーロード〜至高のラジオに忠誠の儀を〜」〜スペシャルグッズセット〜内ミニラジオCD（2015年12月31日）
- 原由実・南千紗登のぱくぱく村 ラジオアーカイブ Vol.1、2（2017年 - 2018年）

### テレビ番組
※はインターネット配信。
- 原由実のハラハラ90秒（2012年7月9日 - 2013年3月25日、テレビ東京）「アニソンぷらす」内のコーナー
- アニメTV（2013年7月3日 - 2015年9月、TOKYO MX）MC担当（#664 - #780）
- 生でanimelo mix〜新井里美・木戸衣吹のゆるっとあふたぬーん〜（2015年2月 - 2016年12月、ニコニコ生放送※）
- 原由実の○○放送局 大盛（2016年1月13日 - 2020年3月22日[266]、ニコニコ生放送※）

### 映像商品
時期不明
- キャラ★メルVol.7付属DVD アイドルマスターSP プロジェクト・フェアリー 独占取材
- キャラ★メルVol.8付属DVD アイドルマスターSP P・フェアリー主演ドラマ

2008年
- THE IDOLM@STER MASTER SPECIAL 765 “Colorful Days” 初回限定盤（12月10日、封入DVD収録の声優インタビューにインタビュアーとして参加）

2009年
- 2009年3月号付属DVD アイマスレイディオ ゲーマガ出張版 vol.3
- THE IDOLM@STER 4th ANNIVERSARY PARTY SPECIAL DREAM TOUR'S!!（10月2日）

2010年
- THE IDOLM@STER STATION!!! FIRST TRAVEL（3月24日）
- THE IDOLM@STER STATION!!! SECOND TRAVEL〜Seaside Date〜（6月30日）
- 今井麻美のSinger Song Gamer スーパーボーナスステージ（12月24日）

2011年
- THE IDOLM@STER 5th ANNIVERSARY The world is all one !!（3月16日）
- "1, 2, 3" PROMOTION VIDEO AND MAKING DVD（9月28日）
- THE IDOLM@STER 6th ANNIVERSARY SMILE SUMMER FESTIV@L!（12月14日）

2012年
- 黄昏乙女×アムネジア Blu-ray第1巻（映像特典、6月27日）
- Animelo Summer Live 2011 -rainbow- 8.27（3月28日）
- THE IDOLM@STER STATION!!! First Live "HEART AND SOUL"（10月31日）
- THE IDOLM@STER 7th ANNIVERSARY 765PRO ALLSTARS みんなといっしょに!（11月28日）

2013年
- 声旬! presents 鷲ノ繪 あつのHANABIはなつい（4月24日）
- THE IDOLM@STER MUSIC FESTIV@L OF WINTER!!（7月3日）

2014年
- THE IDOLM@STER 8th ANNIVERSARY HOP!STEP!!FESTIV@L!!!（2月19日）
- THE IDOLM@STER M@STERS OF IDOL WORLD!!2014 "PERFECT BOX!"（10月22日）

2015年
- コープスパーティー『如月学園』〜如月祭〜（1月28日）
- THE IDOLM@STER 9th ANNIVERSARY WE ARE M@STERPIECE!!（5月13日）
- トリニティセブン 3 BD（2月27日、2014年9月27日開催「トリニティセブン 777人プレミアム試写会」イベント映像DVD）
- THE IDOLM@STER STATION!!! in WonderRadio（11月18日）
- トリニティセブン スペシャルイベント〜魔道祭（スクールフェスティバル）〜（12月18日）

2016年
- Animelo Summer Live 2015 -THE GATE- 8.28（3月30日）
- THE IDOLM@STER M@STER OF IDOL WORLD!!2015 Live Blu-ray “PERFECT BOX”（6月8日）
- 「ブレイブウィッチーズ」エンディング・テーマ コレクション DVD付き限定盤（12月21日）※キャスト対談

2017年
- トリニティセブン スペシャルイベント〜美少女魔道士と夏休み〜（10月27日）
- THE IDOLM@STER PRODUCER MEETING 2017 765PRO ALLSTARS FUN TO THE NEW VISION!! EVENT Blu-ray PERFECT BOX（11月22日）

2018年
- THE IDOLM@STER 765 MILLIONSTARS HOTCHPOTCH FESTIV@L!! LIVE Blu-ray DAY1（11月21日）

2019年
- THE IDOLM@STER ニューイヤーライブ!! 初星宴舞 LIVE Blu-ray 絢爛装丁版（1月30日）
- THE IDOLM@STER PRODUCER MEETING 2018 What is TOP!!!!!!!!!!!!!!? EVENT Blu-ray PERFECT BOX（2019年7月31日）

2023年
- THE IDOLM＠STER 765PRO ALLSTARS LIVE SUNRICH COLORFUL LIVE Blu-ray（7月26日）

### 遊技機
- パチンコ『Pフィーバー アイドルマスター ミリオンライブ!』（2021年、四条貴音）
- パチスロ アイドルマスター ミリオンライブ!（2021年、四条貴音[272]）
- P sin 七つの大罪 X-TREME（2023年、ルシファー）

### その他コンテンツ
- アプリ「声でめざまし!カグラアラーム」（2016年、雪泉）
- ウェブサイト IRroid（2016年、三鈴アラミ）

## ディスコグラフィ

### シングル
|         | 発売日         | タイトル                 | 規格品番  | 規格品番  | 規格品番  | オリコン 最高位 |
| DVD付盤 | 発売日         | タイトル                 | 通常盤    | アニメ盤  |           | オリコン 最高位 |
| ------- | -------------- | ------------------------ | --------- | --------- | --------- | --------------- |
| 1st     | 2012年8月22日  | HANABI                   |           | SVWC-7881 |           | 48位            |
| 2nd     | 2013年3月27日  | 蛍火                     | FVCG-1234 | 37位      |           |                 |
| 3rd     | 2013年7月24日  | intention                | FVCG-1260 | FVCG-1261 | 48位      |                 |
| 4th     | 2014年6月25日  | Rose on the breast       | FVCG-1304 | FVCG-1305 | 54位      |                 |
| 5th     | 2014年10月29日 | Crossover                | FVCG-1318 | FVCG-1319 | 50位      |                 |
| 6th     | 2015年5月27日  | improvisation            | FVCG-1341 | FVCG-1342 | 75位      |                 |
| 7th     | 2015年11月25日 | トワイライトに消えないで | FVCG-1357 | FVCG-1358 | FVCG-1356 | 60位            |
| 8th     | 2016年6月22日  | プリズムレイン           | FVCG-1376 | FVCG-1377 |           | 81位            |
| 9th     | 2017年1月25日  | If you...                | FVCG-1405 | FVCG-1406 | 67位      |                 |

### アルバム
|            | 発売日         | タイトル         | 規格品番  | 規格品番  | 規格品番  | オリコン 最高位 |
| BD付限定盤 | 発売日         | タイトル         | DVD付盤   | 通常盤    |           | オリコン 最高位 |
| ---------- | -------------- | ---------------- | --------- | --------- | --------- | --------------- |
| 1st        | 2013年12月25日 | Place of my life | FVCG-1283 | FVCG-1284 | FVCG-1285 | 63位            |
| 2nd        | 2015年9月25日  | 心に咲く花       | FVCG-1349 | FVCG-1350 | FVCG-1351 | 41位            |
| 3rd        | 2018年3月14日  | YOU&ME           | USSW-0080 | USSW-0081 | USSW-0082 | 39位            |

### 配信楽曲
| 配信開始日    | 楽曲           | 備考                                                      |
| ------------- | -------------- | --------------------------------------------------------- |
| 2016年3月31日 | 桜、月華に舞う | アニソンオーディオ Vol.03 特別付録 撮り下ろしハイレゾ音源 |

### タイアップ曲
| タイトル                 | タイアップ                                                                                           | 時期   |
| ------------------------ | --- | ------ |
| HANABI                   | ゲーム『コープスパーティー -THE ANTHOLOGY- サチコの恋愛遊戯♥Hysteric Birthday 2U』エンディングテーマ | 2012年 |
| HANABI                   | テレビ番組『アニメTV』？月度オープニングテーマ                                                       | 2012年 |
| 天ノ紅                   | ゲーム『コープスパーティー -THE ANTHOLOGY- サチコの恋愛遊戯♥Hysteric Birthday 2U』挿入歌             | 2012年 |
| 蛍火                     | OVA『コープスパーティー Tortured Souls -暴虐された魂の呪叫-』エンディングテーマ                      | 2013年 |
| 蛍火                     | テレビ番組『アニソンぷらす』2月度エンディングテーマ                                                  | 2013年 |
| あふれる想い             | Webラジオ『原由実の○○ラジオ』オープニングテーマ                                                      | 2013年 |
| intention                | ドラマCD『オーバーロード』主題歌                                                                     | 2013年 |
| Blue Moon                | ゲーム『ファントムブレイカー エクストラ』オープニングテーマ                                          | 2013年 |
| Lights in the sky        | PS3専用ソフト『英雄*戦姫』エンディングテーマ                                                         | 2013年 |
| Rose on the breast       | ゲーム『神様と運命覚醒のクロステーゼ』オープニングテーマ                                             | 2014年 |
| In the rain              | ゲーム『コープスパーティー BLOOD DRIVE』1stオープニングテーマ                                        | 2014年 |
| Dear blue sky            | ゲーム『この大空に、翼をひろげて CRUISE SIGN』イメージソング                                         | 2014年 |
| Crossover                | テレビ番組『アニメTV』10月度オープニングテーマ                                                       | 2014年 |
| キミとの未来             | ゲーム『白衣性愛情依存症』エンディングテーマ                                                         | 2015年 |
| improvisation            | ゲーム『ミステリート2 〜フェアウェル・エンカウンター〜』エンディングテーマ                           | 2015年 |
| トワイライトに消えないで | テレビアニメ『俺がお嬢様学校に「庶民サンプル」としてゲッツされた件』エンディングテーマ               | 2015年 |
| BANG!BANG!               | ゲーム『ぎゃる☆がん だぶるぴーす』オープニングテーマ                                                 | 2015年 |
| いばらの灯々             | テレビアニメ『剣王朝』エンディングテーマ                                                             | 2018年 |
| 夕凪                     | 映画『ピースオブマッドシティ』主題歌                                                                 | 2018年 |

### 映像作品
|     | 発売日        | タイトル        | 規格品番  | 規格品番  |
| BD  | 発売日        | タイトル        | DVD       |           |
| --- | ------------- | --------------- | --------- | --------- |
| 1st | 2015年1月28日 | Catch my voices | ZMXH-9815 | ZMBH-9816 |

### キャラクターソング
| 発売日   | 商品名 | 歌 | 楽曲 | 備考                                                                                             |
| 2008年   | 2008年 | 2008年 | 2008年 | 2008年                                                                                           |
| -------- | --- | --- | --- | ------------------------------------------------------------------------------------------------ |
| 12月10日 | THE IDOLM@STER MASTER SPECIAL 961 “オーバーマスター”                                                                       | 星井美希（長谷川明子）、我那覇響（沼倉愛美）、四条貴音（原由実） | 「オーバーマスター（M@STER VERSION）」 「KisS」 「聖なる夜に」 | ゲーム『THE IDOLM@STER SP』関連曲                                                                |
| 2009年   | | | |                                                                                                  |
| 5月13日  | THE IDOLM@STER MASTER SPECIAL04                                                                                            | 四条貴音（原由実） | 「フラワーガール」 「やさしい両手 [Japanese ver.]」 「Colorful Days（M@STER VERSION）」 | ゲーム『THE IDOLM@STER SP』関連曲                                                                |
| 5月13日  | THE IDOLM@STER MASTER SPECIAL04                                                                                            | 萩原雪歩（落合祐里香）、四条貴音（原由実） | 「shiny smile（REM@STER-B）」 「L・O・B・M」 | ゲーム『THE IDOLM@STER SP』関連曲                                                                |
| 8月5日   | THE IDOLM@STER MASTER SPECIAL06                                                                                            | 星井美希（長谷川明子）、我那覇響（沼倉愛美）、四条貴音（原由実） | 「Colorful Days（M@STER VERSION 12 Colors）」 | ゲーム『THE IDOLM@STER SP』関連曲                                                                |
| 10月2日  | アイドルマスターブレイク! 第2巻 限定版特典CD                                                                               | 四条貴音（原由実） | 「キューティーハニー」 | 漫画『アイドルマスターブレイク!』関連曲                                                          |
| 12月16日 | THE IDOLM@STER MASTER SPECIAL WINTER                                                                                       | 三浦あずさ（たかはし智秋）、四条貴音（原由実）、如月千早（今井麻美） | 「Large Size Party」 | ゲーム『THE IDOLM@STER SP』関連曲                                                                |
| 12月16日 | THE IDOLM@STER MASTER SPECIAL WINTER                                                                                       | 四条貴音（原由実） | 「WINTER COMES AROUND（冬の一日）」 | ゲーム『THE IDOLM@STER SP』関連曲                                                                |
| 12月16日 | THE IDOLM@STER MASTER SPECIAL WINTER                                                                                       | 三浦あずさ（たかはし智秋）、四条貴音（原由実）、如月千早（今井麻美）、星井美希（長谷川明子）、高槻やよい（仁後真耶子）、双海亜美 / 真美（下田麻美） | 「キミはメロディ（M@STER VERSION）」 | ゲーム『THE IDOLM@STER SP』関連曲                                                                |
| 2010年   | | | |                                                                                                  |
| 2月24日  | THE IDOLM@STER Vocal Collection 01                                                                                         | 星井美希（長谷川明子）、我那覇響（沼倉愛美）、四条貴音（原由実） | 「Melted Snow（961プロ Ver.）」 | ドラマCD『アイドルマスター Eternal Prism』挿入歌                                                 |
| 3月31日  | THE IDOLM@STER MASTER BOX VI                                                                                               | 四条貴音（原由実） | 「I Want」 「キラメキラリ」 「迷走Mind」 「目が逢う瞬間」 「スタ→トスタ→」 「隣に…」 「フタリの記憶」 「Kosmos,Cosmos」 「いっぱいいっぱい」                                                         | ゲーム『THE IDOLM@STER SP』関連曲                                                                |
| 4月21日  | THE IDOLM@STER Vocal Collection 02                                                                                         | 菊地真（平田宏美）、星井美希（長谷川明子）、四条貴音（原由実） | 「Virgin Load」 | ドラマCD『アイドルマスター Eternal Prism』挿入歌                                                 |
| 4月21日  | THE IDOLM@STER Vocal Collection 02                                                                                         | 星井美希（長谷川明子）、我那覇響（沼倉愛美）、四条貴音（原由実） | 「ストレートラブ!（961プロ Ver.）」 「黒い犬」 | ドラマCD『アイドルマスター Eternal Prism』挿入歌                                                 |
| 5月12日  | THE IDOLM@STER BEST OF 765+876=!! VOL.02                                                                                   | 四条貴音（原由実） | 「フラワーガール」 | ゲーム『THE IDOLM@STER』関連曲                                                                   |
| 6月2日   | THE IDOLM@STER BEST OF 765+876=!! VOL.02                                                                                   | 萩原雪歩（長谷優里奈）、秋月律子（若林直美）、星井美希（長谷川明子）、四条貴音（原由実）、秋月涼（三瓶由布子） | 「DREAM」 | ゲーム『THE IDOLM@STER』関連曲                                                                   |
| 6月4日   | アイドルマスターブレイク! 第3巻 限定版特典CD                                                                               | 四条貴音（原由実） | 「staple stable」 | 漫画『アイドルマスターブレイク!』関連曲                                                          |
| 6月23日  | THE IDOLM@STER BEST OF 765+876=!! VOL.03                                                                                   | 菊地真（平田宏美）、双海亜美 / 真美（下田麻美）、我那覇響（沼倉愛美）、四条貴音（原由実） | 「エージェント夜を往く（M@STER VERSION）」 | 『アイドルマスター』関連曲                                                                       |
| 6月23日  | THE IDOLM@STER BEST OF 765+876=!! VOL.03                                                                                   | 萩原雪歩（長谷優里奈）、双海亜美 / 真美（下田麻美）、秋月律子（若林直美）、高槻やよい（仁後真耶子）、四条貴音（原由実） | 「My Best Friend（M@STER VERSION）」 | 『アイドルマスター』関連曲                                                                       |
| 6月23日  | THE IDOLM@STER BEST OF 765+876=!! VOL.03                                                                                   | IM@S ALLSTARS++ | 「L・O・B・M」 | 『アイドルマスター』関連曲                                                                       |
| 6月23日  | THE IDOLM@STER BEST OF 765+876=!! VOL.03                                                                                   | IM@S ALLSTARS1641 | 「THE IDOLM@STER」 | 『アイドルマスター』関連曲                                                                       |
| 7月3日   | THE IDOLM@STER BEST OF 765+876=!! THE iDRE@MLOST                                                                           | 四条貴音（原由実） | 「DREAM」 | 『アイドルマスター』関連曲                                                                       |
| 9月22日  | THE IDOLM@STER MASTER ARTIST 2 Prologue                                                                                    | 天海春香（中村繪里子）、星井美希（長谷川明子）、萩原雪歩（浅倉杏美）、我那覇響（沼倉愛美）、四条貴音（原由実） | 「THE IDOLM@STER 2nd-mix」 | ゲーム『THE IDOLM@STER 2』関連曲                                                                 |
| 9月22日  | THE IDOLM@STER MASTER ARTIST 2 Prologue                                                                                    | IM@S 765PRO ALLSTARS | 「団結2010」 | ゲーム『THE IDOLM@STER 2』関連曲                                                                 |
| 12月1日  | THE IDOLM@STER MASTER ARTIST 2 -FIRST SEASON- 04 菊地真                                                                    | 菊地真（平田宏美）、如月千早（今井麻美）、四条貴音（原由実） | 「星のかけらを探しにいこうagain（Version Makoto）」 | ゲーム『THE IDOLM@STER 2』関連曲                                                                 |
| 12月1日  | THE IDOLM@STER MASTER ARTIST 2 -FIRST SEASON- 06 四条貴音                                                                  | 四条貴音（原由実） | 「風花」 「月のワルツ」 「THE 愛」 「MEGARE!（M@STER VERSION）」 | ゲーム『THE IDOLM@STER 2』関連曲                                                                 |
| 12月1日  | THE IDOLM@STER MASTER ARTIST 2 -FIRST SEASON- 06 四条貴音                                                                  | 四条貴音（原由実）、菊地真（平田宏美）、如月千早（今井麻美） | 「星のかけらを探しにいこうagain（Version Takane）」 | ゲーム『THE IDOLM@STER 2』関連曲                                                                 |
| 12月4日  | 「クリミナルガールズ」オリジナル・サウンドトラック                                                                         | トモエ（原由実） | 「心（オモチャ）遊び」 | ゲーム『クリミナルガールズ』関連曲                                                               |
| 12月8日  | THE IDOLM@STER MASTER ARTIST 2 -FIRST SEASON- 05 如月千早                                                                  | 如月千早（今井麻美）、菊地真（平田宏美）、四条貴音（原由実） | 「星のかけらを探しにいこうagain（Version Chihaya）」 | ゲーム『THE IDOLM@STER 2』関連曲                                                                 |
| 2011年   | | | |                                                                                                  |
| 1月10日  | THE IDOLM@STER 2 765pro H@PPINESS NEW YE@R P@RTY !! 2011                                                                   | 四条貴音（原由実） | 「Large Size Party」 | ゲーム『THE IDOLM@STER 2』関連曲                                                                 |
| 2月9日   | The world is all one !! | 菊地真（平田宏美）、如月千早（今井麻美）、四条貴音（原由実） | 「The world is all one !!（M@STER VERSION）」 | ゲーム『THE IDOLM@STER 2』関連曲                                                                 |
| 2月9日   | The world is all one !! | 765PRO ALLSTARS | 「The world is all one !!（M@STER VERSION）」 | ゲーム『THE IDOLM@STER 2』関連曲                                                                 |
| 2月9日   | The world is all one !! | 天海春香（中村繪里子）、如月千早（今井麻美）、高槻やよい（仁後真耶子）、菊地真（平田宏美）、双海亜美 / 真美（下田麻美）、星井美希（長谷川明子）、秋月律子（若林直美）、四条貴音（原由実）、我那覇響（沼倉愛美）、萩原雪歩（浅倉杏美） | 「The world is all one !!（765プロみんなで合唱VERSION）」 | ゲーム『THE IDOLM@STER 2』関連曲                                                                 |
| 6月10日  | スーパー☆スター | me to me | 「スーパー☆スター」 「スーパー☆スター（Short Ver.）」 「発展途上 My life」 「Promise」 | 『me to me』関連曲                                                                               |
| 6月25日  | THE IDOLM@STER MASTER BOX VII                                                                                              | 四条貴音（原由実） | 「Colorful Days」 「オーバーマスター」 「キミはメロディ」 「またね」 「L・O・B・M」 | ゲーム『THE IDOLM@STER SP』関連曲                                                                |
| 8月10日  | THE IDOLM@STER ANIM@TION MASTER 01 READY!!                                                                                 | 765PRO ALLSTARS | 「READY!!（M@STER VERSION）」 | テレビアニメ『THE IDOLM@STER』オープニングテーマ                                                 |
| 9月5日   | Show Time! | me to me | 「Show Time!」 | 『me to me』関連曲                                                                               |
| 9月5日   | Show Time! | 西園寺雅（原由実） | 「闇色アリス」 | 『me to me』関連曲                                                                               |
| 9月7日   | THE IDOLM@STER ANIM@TION MASTER 02                                                                                         | 765PRO ALLSTARS | 「The world is all one !!（M@STER VERSION）」 | テレビアニメ『THE IDOLM@STER』エンディングテーマ                                                 |
| 9月7日   | THE IDOLM@STER ANIM@TION MASTER 02                                                                                         | 天海春香（中村繪里子）、高槻やよい（仁後真耶子）、双海亜美／真美（下田麻美）、萩原雪歩（浅倉杏美）、水瀬伊織（釘宮理恵）、四条貴音（原由実） | 「神SUMMER!!」 | テレビアニメ『THE IDOLM@STER』挿入歌                                                             |
| 10月5日  | THE IDOLM@STER ANIM@TION MASTER 03                                                                                         | 765PRO ALLSTARS | 「THE IDOLM@STER」 | テレビアニメ『THE IDOLM@STER』エンディングテーマ                                                 |
| 10月5日  | THE IDOLM@STER ANIM@TION MASTER 03                                                                                         | 765PRO ALLSTARS | 「L・O・B・M」 | テレビアニメ『THE IDOLM@STER』挿入歌                                                             |
| 10月5日  | THE IDOLM@STER ANIM@TION MASTER 03                                                                                         | 765+876PRO ALLSTARS | 「GO MY WAY!!」 | テレビアニメ『THE IDOLM@STER』エンディングテーマ                                                 |
| 10月19日 | ファミソン8BIT☆アイドルマスター BEST ALBUM + LIVE DVD                                                                      | 四条貴音（原由実） | 「旅の途中で（『ワルキューレの伝説』NEW SONG）」 | 『アイドルマスター』関連曲                                                                       |
| 10月27日 | THE IDOLM@STER BD・DVD 第1巻完全生産限定版特典CD「PERFECT IDOL 01」                                                        | 星井美希（長谷川明子）、三浦あずさ（たかはし智秋）、四条貴音（原由実） | 「I'm so free!」 | テレビアニメ『THE IDOLM@STER』関連曲                                                             |
| 10月27日 | THE IDOLM@STER BD・DVD 第1巻完全生産限定版特典CD「PERFECT IDOL 01」                                                        | 四条貴音（原由実） | 「キミはメロディ -JAZZ Rearrange Mix-」 | テレビアニメ『THE IDOLM@STER』関連曲                                                             |
| 11月9日  | THE IDOLM@STER ANIM@TION MASTER 04 CHANGE!!!!                                                                              | 765PRO ALLSTARS | 「CHANGE!!!!（M@STER VERSION）」 | テレビアニメ『THE IDOLM@STER』オープニングテーマ                                                 |
| 11月9日  | THE IDOLM@STER ANIM@TION MASTER 04 CHANGE!!!!                                                                              | 星井美希（長谷川明子）、四条貴音（原由実）、秋月律子（若林直美） | 「We just started」 | テレビアニメ『THE IDOLM@STER』関連曲                                                             |
| 11月30日 | THE IDOLM@STER ANIM@TION MASTER 05                                                                                         | 天海春香（中村繪里子）、星井美希（長谷川明子）、如月千早（今井麻美）、高槻やよい（仁後真耶子）、萩原雪歩（浅倉杏美）、菊地真（平田宏美）、双海真美（下田麻美）、四条貴音（原由実）、我那覇響（沼倉愛美） | 「自分REST@RT（M@STER VERSION）」 | テレビアニメ『THE IDOLM@STER』挿入歌                                                             |
| 11月30日 | THE IDOLM@STER ANIM@TION MASTER 05                                                                                         | 765PRO ALLSTARS | 「i」 「MEGARE!（M@STER VERSION）」 | テレビアニメ『THE IDOLM@STER』エンディングテーマ                                                 |
| 11月30日 | THE IDOLM@STER ANIM@TION MASTER 05                                                                                         | 天海春香（中村繪里子）、星井美希（長谷川明子）、如月千早（今井麻美）、双海亜美 / 真美（下田麻美）、四条貴音（原由実）、我那覇響（沼倉愛美） | 「Colorful Days（M@STER VERSION）」 | テレビアニメ『THE IDOLM@STER』エンディングテーマ                                                 |
| 12月28日 | THE IDOLM@STER ANIM@TION MASTER 06                                                                                         | 四条貴音（原由実） | 「フラワーガール」 | テレビアニメ『THE IDOLM@STER』挿入歌                                                             |
| 12月28日 | THE IDOLM@STER ANIM@TION MASTER 06                                                                                         | 四条貴音（原由実） | 「風花」 | テレビアニメ『THE IDOLM@STER』エンディングテーマ                                                 |
| 12月28日 | THE IDOLM@STER ANIM@TION MASTER 06                                                                                         | 如月千早（今井麻美）、天海春香（中村繪里子）、星井美希（長谷川明子）、高槻やよい（仁後真耶子）、萩原雪歩（浅倉杏美）、菊地真（平田宏美）、双海亜美 / 真美（下田麻美）、水瀬伊織（釘宮理恵）、三浦あずさ（たかはし智秋）、四条貴音（原由実）、我那覇響（沼倉愛美）                                                                                        | 「約束（TV VERSION）」 | テレビアニメ『THE IDOLM@STER』挿入歌                                                             |
| 2012年   | | | |                                                                                                  |
| 1月29日  | me to me『First Step CD+ブックレット』                                                                                     | me to me | 「First Kiss」 「Show Time!」 「アンダンテ」 「All My Love」 | 『me to me』関連曲                                                                               |
| 1月29日  | me to me『First Step CD+ブックレット』                                                                                     | 西園寺雅（原由実） | 「ほんとは分かってる」 | 『me to me』関連曲                                                                               |
| 2月1日   | THE IDOLM@STER ANIM@TION MASTER 07                                                                                         | 天海春香（中村繪里子）、如月千早（今井麻美）、双海亜美 / 真美（下田麻美）、三浦あずさ（たかはし智秋）、四条貴音（原由実）、我那覇響（沼倉愛美） | 「Happy Christmas」 | テレビアニメ『THE IDOLM@STER』エンディングテーマ                                                 |
| 2月1日   | THE IDOLM@STER ANIM@TION MASTER 07                                                                                         | 765PRO ALLSTARS | 「まっすぐ」 「いっしょ（NEW VERSION）」 | テレビアニメ『THE IDOLM@STER』エンディングテーマ                                                 |
| 2月1日   | THE IDOLM@STER ANIM@TION MASTER 07                                                                                         | 765PRO ALLSTARS | 「READY!! & CHANGE!!!! SPECIAL EDITION」 「私たちはずっと…でしょう?」 | テレビアニメ『THE IDOLM@STER』挿入歌                                                             |
| 2月1日   | THE IDOLM@STER ANIM@TION MASTER 07                                                                                         | 萩原雪歩（浅倉杏美）、四条貴音（原由実） | 「見つめて」 | テレビアニメ『THE IDOLM@STER』関連曲                                                             |
| 6月27日  | 黄昏乙女×アムネジア DVD/BD第1巻 特典オーディオCD 1                                                                         | 庚夕子（原由実） | 「カランドリエ -夕子-」 | テレビアニメ「黄昏乙女×アムネジア」エンディングテーマ                                            |
| 8月15日  | THE IDOLM@STER ANIM@TION MASTER 生っすかSPECIAL 01                                                                         | 星井美希（長谷川明子）、四条貴音（原由実）、我那覇響（沼倉愛美） | 「きゅんっ! ヴァンパイアガール（M@STER VERSION）」 「初恋 〜一章 片想いの桜〜」 | テレビアニメ『THE IDOLM@STER』関連曲                                                             |
| 8月15日  | THE IDOLM@STER ANIM@TION MASTER 生っすかSPECIAL 01                                                                         | 四条貴音（原由実） | 「魂のルフラン」 「かたち あるもの」 | テレビアニメ『THE IDOLM@STER』関連曲                                                             |
| 10月     | Catch me☆Get you!〜バンプレストのうた〜                                                                                    | 菊地真（平田宏美）、我那覇響（沼倉愛美）、四条貴音（原由実） | 「Catch me☆Get you!〜バンプレストのうた〜」 | 『アイドルマスター』関連曲                                                                       |
| 11月28日 | ら♪ら♪ら♪わんだぁらんど | 765PRO ALLSTARS featuring ぷちどる | 「ら♪ら♪ら♪わんだぁらんど」 「ら♪ら♪ら♪わんだぁらんど（とろぴかる Remix）」 | Webアニメ『ぷちます! -プチ・アイドルマスター-』テーマソング                                      |
| 2013年   | | | |                                                                                                  |
| 1月9日   | PETIT IDOLM@STER Twelve Seasons! Vol.1 四条貴音&たかにゃ                                                                   | 四条貴音（原由実） | 「Princess Snow White」 「ら♪ら♪ら♪わんだぁらんど」 「Maybe TOMORROW」 | Webアニメ『ぷちます! -プチ・アイドルマスター-』関連曲                                            |
| 1月30日  | THE IDOLM@STER ANIM@TION MASTER 生っすかSPECIAL CURTAIN CALL                                                               | 菊地真（平田宏美）、双海亜美／真美（下田麻美）、水瀬伊織（釘宮理恵）、三浦あずさ（たかはし智秋）、四条貴音（原由実）、秋月律子（若林直美） | 「カーテンコール」 | テレビアニメ『THE IDOLM@STER』関連曲                                                             |
| 1月30日  | THE IDOLM@STER ANIM@TION MASTER 生っすかSPECIAL CURTAIN CALL                                                               | 四条貴音（原由実） | 「Happy Christmas」 | テレビアニメ『THE IDOLM@STER』関連曲                                                             |
| 2月10日  | THE IDOLM@STER MASTER BOX VIII                                                                                             | 四条貴音（原由実） | 「The world is all one !!」 「MEGARE!」 「きゅんっ! ヴァンパイアガール」 「愛 LIKE ハンバーガー」 「Honey Heartbeat」 「Little Match Girl」                                                          | ゲーム『THE IDOLM@STER 2』関連曲                                                                 |
| 2月27日  | 魔界は天国/Angelic Sky | グルてん！ | 「Angelic Sky」 | ゲーム『わグルま!』テーマソング                                                                  |
| 2月28日  | 閃乱カグラ SHINOVI VERSUS -少女達の証明- アレンジサウンドトラック『月華に舞い散る少女たち』                                | 雪泉（原由実）、飛鳥（原田ひとみ） | 「華々の覚悟」 | ゲーム『閃乱カグラ SHINOVI VERSUS -少女達の証明-』オープニングテーマ                             |
| 3月27日  | THE IDOLM@STER 1巻 特装版付属楽曲カバーCD                                                                                  | 三浦あずさ（たかはし智秋）、四条貴音（原由実） | 「motto☆派手にね!」 | 漫画『THE IDOLM@STER』関連曲                                                                     |
| 4月10日  | THE IDOLM@STER ANIM@TION MASTER 生っすかSPECIAL 弦楽四重奏 初恋組曲                                                        | 四条貴音（原由実） | 「初恋 〜一章 片想いの桜〜」 | テレビアニメ『THE IDOLM@STER』関連曲                                                             |
| 4月24日  | THE IDOLM@STER LIVE THE@TER PERFORMANCE 01 Thank You!                                                                      | 765 MILLIONSTARS | 「Thank You!」 | ゲーム『アイドルマスター ミリオンライブ!』テーマソング                                           |
| 4月24日  | THE IDOLM@STER LIVE THE@TER PERFORMANCE 01 Thank You!                                                                      | 765PRO ALLSTARS | 「Thank You!」 | ゲーム『アイドルマスター ミリオンライブ!』テーマソング                                           |
| 5月29日  | ぷちます! -PETIT IDOLM@STER- コレクターズエディション Vol.3 特典CD                                                         | 高槻やよい（仁後真耶子）、水瀬伊織（釘宮理恵）、三浦あずさ（たかはし智秋）、四条貴音（原由実） | 「Maybe TOMORROW」 | Webアニメ『ぷちます! -PETIT IDOLM@STER-』エンディングテーマ                                      |
| 5月29日  | ぷちます! -PETIT IDOLM@STER- コレクターズエディション Vol.3 特典CD                                                         | やよ（仁後真耶子）、いお（釘宮理恵）、あずささん（たかはし智秋）、たかにゃ（原由実） | 「Maybe TOMORROW Petit Special ver.」 | Webアニメ『ぷちます! -PETIT IDOLM@STER-』関連曲                                                  |
| 6月11日  | One Room しんどろーむ | マクラツム（原由実） | 「One Room しんどろーむ マクラツムVer」 | ゲーム「俺に働けって言われても 乙」主題歌                                                        |
| 7月7日   | THE IDOLM@STER ANIM@TION MASTER READY!! ソロ・リミックス                                                                   | 四条貴音（原由実） | 「READY!!（M@STER VERSION）」 | テレビアニメ『THE IDOLM@STER』関連曲                                                             |
| 9月15日  | THE IDOLM@STER ANIM@TION MASTER CHANGE!!!! ソロ・リミックス                                                                | 四条貴音（原由実） | 「CHANGE!!!!（M@STER VERSION）」 | テレビアニメ『THE IDOLM@STER』関連曲                                                             |
| 9月18日  | THE IDOLM@STER 765PRO ALLSTARS+ GRE@TEST BEST! -THE IDOLM@STER HISTORY-                                                    | IM@S ALLSTARS++ | 「L・O・B・M」 | 『アイドルマスター』関連曲                                                                       |
| 9月18日  | THE IDOLM@STER 765PRO ALLSTARS+ GRE@TEST BEST! -THE IDOLM@STER HISTORY-                                                    | 765PRO ALLSTARS | 「MEGARE!（M@STER VERSION）」 「The world is all one !!（M@STER VERSION）」 「READY!!（M@STER VERSION）」 「CHANGE!!!!（M@STER VERSION）」 「私たちはずっと…でしょう?」 「MUSIC♪（M@STER VERSION）」 | 『アイドルマスター』関連曲                                                                       |
| 9月18日  | THE IDOLM@STER 765PRO ALLSTARS+ GRE@TEST BEST! -THE IDOLM@STER HISTORY-                                                    | 天海春香（中村繪里子）、星井美希（長谷川明子）、如月千早（今井麻美）、高槻やよい（仁後真耶子）、萩原雪歩（浅倉杏美）、菊地真（平田宏美）、双海真美（下田麻美）、四条貴音（原由実）、我那覇響（沼倉愛美） | 「自分REST@RT（M@STER VERSION）」 | 『アイドルマスター』関連曲                                                                       |
| 9月18日  | THE IDOLM@STER 765PRO ALLSTARS+ GRE@TEST BEST! -THE IDOLM@STER HISTORY-                                                    | IM@S 765PRO ALLSTARS | 「団結2010」 | 『アイドルマスター』関連曲                                                                       |
| 10月23日 | THE IDOLM@STER 765PRO ALLSTARS+ GRE@TEST BEST! -SWEET&SMILE!-                                                              | 四条貴音（原由実） | 「フラワーガール」 | 『アイドルマスター』関連曲                                                                       |
| 10月23日 | THE IDOLM@STER 765PRO ALLSTARS+ GRE@TEST BEST! -SWEET&SMILE!-                                                              | 天海春香（中村繪里子）、高槻やよい（仁後真耶子）、萩原雪歩（浅倉杏美）、双海亜美 / 真美（下田麻美）、水瀬伊織（釘宮理恵）、四条貴音（原由実） | 「神SUMMER!!」 | 『アイドルマスター』関連曲                                                                       |
| 11月20日 | THE IDOLM@STER 765PRO ALLSTARS+ GRE@TEST BEST! -COOL&BITTER!-                                                              | 星井美希（長谷川明子）、四条貴音（原由実）、我那覇響（沼倉愛美） | 「オーバーマスター（M@STER VERSION）」 「KisS」 | 『アイドルマスター』関連曲                                                                       |
| 11月20日 | THE IDOLM@STER 765PRO ALLSTARS+ GRE@TEST BEST! -COOL&BITTER!-                                                              | 星井美希（長谷川明子）、三浦あずさ（たかはし智秋）、四条貴音（原由実） | 「I'm so free!」 | 『アイドルマスター』関連曲                                                                       |
| 11月20日 | THE IDOLM@STER 765PRO ALLSTARS+ GRE@TEST BEST! -COOL&BITTER!-                                                              | 萩原雪歩（浅倉杏美）、四条貴音（原由実） | 「見つめて」 | 『アイドルマスター』関連曲                                                                       |
| 11月20日 | THE IDOLM@STER 765PRO ALLSTARS+ GRE@TEST BEST! -COOL&BITTER!-                                                              | 星井美希（長谷川明子）、萩原雪歩（浅倉杏美）、菊地真（平田宏美）、四条貴音（原由実） | 「edeN（M@STER VERSION）」 | 『アイドルマスター』関連曲                                                                       |
| 2014年   | | | | 『アイドルマスター』関連曲                                                                       |
| 1月29日  | M@STERPIECE | 765PRO ALLSTARS | 「M@STERPIECE」 | 劇場アニメ『THE IDOLM@STER MOVIE 輝きの向こう側へ!』主題歌                                       |
| 1月29日  | M@STERPIECE | 765PRO ALLSTARS | 「THE IDOLM@STER（MOVIE VERSION）」 | 劇場アニメ『THE IDOLM@STER MOVIE 輝きの向こう側へ!』挿入歌                                       |
| 1月29日  | M@STERPIECE | 天海春香（中村繪里子）、星井美希（長谷川明子）、如月千早（今井麻美）、高槻やよい（仁後真耶子）、菊地真（平田宏美）、水瀬伊織（釘宮理恵）、双海亜美 / 真美（下田麻美）、三浦あずさ（たかはし智秋）、萩原雪歩（浅倉杏美）、我那覇響（沼倉愛美）、四条貴音（原由実）                                                                                        | 「M@STERPIECE（MOVIE VERSION）」 | 劇場アニメ『THE IDOLM@STER MOVIE 輝きの向こう側へ!』挿入歌                                       |
| 1月29日  | THE IDOLM@STER LIVE THE@TER PERFORMANCE 10                                                                                 | 四条貴音（原由実） | 「恋花」 | ゲーム『アイドルマスター ミリオンライブ!』関連曲                                                 |
| 1月29日  | THE IDOLM@STER LIVE THE@TER PERFORMANCE 10                                                                                 | 四条貴音（原由実）、高坂海美（上田麗奈）、徳川まつり（諏訪彩花）、宮尾美也（桐谷蝶々） | 「瞳の中のシリウス」 | ゲーム『アイドルマスター ミリオンライブ!』関連曲                                                 |
| 2月22日  | THE IDOLM@STER M@STERS OF IDOL WORLD!!2014                                                                                 | 四条貴音（原由実） | 「MUSIC♪（M@STER VERSION）」 「edeN（M@STER VERSION）」 | ゲーム『THE IDOLM@STER SHINY FESTA』関連曲                                                       |
| 4月4日   | デカ盛り 閃乱カグラ 全曲入り大盛りサウンドトラック                                                                         | 雪泉（原由実） | 「プリプリプリズナー」 | ゲーム『デカ盛り 閃乱カグラ』関連曲                                                              |
| 4月18日  | ぷちます! かんしゃさい〜すぺしゃるCD〜                                                                                     | 四条貴音（原由実） | 「Princess Snow White」 | Webアニメ『ぷちます! -プチ・アイドルマスター-』関連曲                                            |
| 4月18日  | ぷちます! かんしゃさい〜すぺしゃるCD〜                                                                                     | 天海春香（中村繪里子）、高槻やよい（仁後真耶子）、秋月律子（若林直美）、星井美希（長谷川明子）、四条貴音（原由実）、我那覇響（沼倉愛美） | 「ら♪ら♪ら♪わんだぁらんど」 | Webアニメ『ぷちます! -プチ・アイドルマスター-』関連曲                                            |
| 5月28日  | 緑ドン VIVA2 SOUND COLLECTION                                                                                              | ロドリゴFamily | 「Butterfly 〜Amigo FamiReMix〜」 | パチスロ『緑ドン VIVA2』関連曲                                                                   |
| 6月4日   | PETIT IDOLM@STER Twelve Campaigns! VOL.2 四条貴音&たかにゃ+我那覇響&ちびき                                                 | 四条貴音（原由実） | 「月ノ桜」 「グッナイ☆スターズ」 | Webアニメ『ぷちます!! -プチプチ・アイドルマスター-』関連曲                                       |
| 6月18日  | ラムネ色 青春 | 765PRO ALLSTARS | 「ラムネ色 青春」 | 劇場アニメ『THE IDOLM@STER MOVIE 輝きの向こう側へ!』挿入歌                                       |
| 6月      | MIKI&TAKANE COVER -SPRING SONGS-                                                                                           | 四条貴音（原由実） | 「春よ、来い」 | 『アイドルマスター』関連曲                                                                       |
| 8月2日   | THE IDOLM@STER 9th ANNIVERSARY WE ARE M@STERPIECE!! 自分REST@RT&SMOKY THRILL                                               | 四条貴音（原由実） | 「自分REST@RT（M@STER VERSION）」 | テレビアニメ『THE IDOLM@STER』関連曲                                                             |
| 8月13日  | 虹色ミラクル | 765PRO ALLSTARS | 「虹色ミラクル」 | 劇場アニメ『THE IDOLM@STER MOVIE 輝きの向こう側へ!』エンディングテーマ                           |
| 8月27日  | THE IDOLM@STER MASTER ARTIST 3 Prologue ONLY MY NOTE                                                                       | 765PRO ALLSTARS | 「ONLY MY NOTE（M@STER VERSION）」 | ゲーム『アイドルマスター ワンフォーオール』関連曲                                                |
| 9月25日  | 神様と運命覚醒のクロステーゼ 限定版同梱オリジナルサウンドトラックCD                                                        | 宙海ジュピエル（今井麻美）、東江アルル（原由実） | 「Prayer」 | ゲーム『神様と運命覚醒のクロステーゼ』関連曲                                                     |
| 10月4日  | THE IDOLM@STER 9th ANNIVERSARY WE ARE M@STERPIECE!! We Have A Dream & カーテンコール                                       | 四条貴音（原由実） | 「カーテンコール」 | テレビアニメ『THE IDOLM@STER』関連曲                                                             |
| 10月8日  | THE IDOLM@STER MOVIE 輝きの向こう側へ! BD・DVD 完全生産限定版特典CD「PERFECT IDOL THE MOVIE」                              | 萩原雪歩（浅倉杏美）、菊地真（平田宏美）、高槻やよい（仁後麻耶子）、双海亜美（下田麻美）、四条貴音（原由実） | 「虹色ミラクル -JAZZ FUSION Rearrange Mix-」 | 劇場アニメ『THE IDOLM@STER MOVIE 輝きの向こう側へ!』関連曲                                       |
| 11月19日 | BEAUTIFUL≒SENTENCE | メイガス・トゥー | 「BEAUTIFUL≒SENTENCE」 | テレビアニメ『トリニティセブン』エンディングテーマ                                               |
| 11月19日 | BEAUTIFUL≒SENTENCE | 浅見リリス（原由実） | 「BEAUTIFUL≒SENTENCE」 | テレビアニメ『トリニティセブン』関連曲                                                           |
| 2015年   | | | |                                                                                                  |
| 3月25日  | THE IDOLM@STER LIVE THE@TER HARMONY 10                                                                                     | ARRIVE | 「STANDING ALIVE」 「Welcome!」 | ゲーム『アイドルマスター ミリオンライブ!』関連曲                                                 |
| 3月25日  | THE IDOLM@STER LIVE THE@TER HARMONY 10                                                                                     | 四条貴音（原由実） | 「addicted」 | ゲーム『アイドルマスター ミリオンライブ!』関連曲                                                 |
| 3月26日  | 閃乱カグラ ESTIVAL VERSUS -少女達の選択- アレンジサウンドトラックCD『Sunbeam's Kiss』/『Ray of Sunlight』                  | 飛鳥（原田ひとみ）、雪泉（原由実） | 「SUNSHINE FES」 | ゲーム『閃乱カグラ ESTIVAL VERSUS -少女達の選択-』オープニングテーマ                             |
| 3月26日  | 閃乱カグラ ESTIVAL VERSUS -少女達の選択- アレンジサウンドトラックCD『Sunbeam's Kiss』/『Ray of Sunlight』                  | 雪泉（原由実） | 「SUNSHINE FES」 | ゲーム『閃乱カグラ ESTIVAL VERSUS -少女達の選択-』関連曲                                         |
| 6月3日   | THE IDOLM@STER MASTER ARTIST 3 06 四条貴音                                                                                 | 四条貴音（原由実） | 「ふたつの月（M@STER VERSION）」 「KisS」 「Destiny -太陽の花-」 「せぷてんばぁ」 「99 Nights（M@STER VERSION）」 「ONLY MY NOTE（M@STER VERSION）」                                                 | ゲーム『アイドルマスター ワンフォーオール』関連曲                                                |
| 6月17日  | 「ストライクウィッチーズ Operation Victory Arrow vol.3 アルンヘムの橋」秘め歌コレクション                                  | サーニャ・V・リトヴャク（門脇舞以）、エイラ・イルマタル・ユーティライネン（大橋歩夕）、アレクサンドラ・I・ポクルイーシキン（原由実）、ニッカ・エドワーディン・カタヤイネン（高森奈津美） | 「夢空行進曲」 | OVA『ストライクウィッチーズ Operation Victory Arrow vol.3 アルンヘムの橋』関連曲                 |
| 6月24日  | THE IDOLM@STER 765PRO LIVE THE@TER COLLECTION Vol.1                                                                        | 765PRO ALLSTARS | 「Welcome!!」 | ゲーム『アイドルマスター ミリオンライブ！』関連曲                                                |
| 7月17日  | THE IDOLM@STER M@STERS OF IDOL WORLD!! 2015 M@STERPIECE & 10th DJMIX                                                       | 四条貴音（原由実） | 「M@STERPIECE」 | 劇場アニメ『THE IDOLM@STER MOVIE 輝きの向こう側へ!』関連曲                                       |
| 7月17日  | THE IDOLM@STER LIVE THE@TER SOLO COLLECTION Vol.02                                                                         | 四条貴音（原由実） | 「STANDING ALIVE」 | ゲーム『アイドルマスター ミリオンライブ!』関連曲                                                 |
| 9月30日  | THE IDOLM@STER LIVE THE@TER DREAMERS 01 Dreaming!                                                                          | MILLION ALLSTARS | 「Welcome!!」 | ゲーム『アイドルマスター ミリオンライブ!』関連曲                                                 |
| 11月27日 | 超貢献推進楽曲集#2 | 貢献Lady | 「永久幸福カリキュレーション」 「以心電子 〜感電して！ウィルオー！〜」 | ゲーム『FREEDOM WARS フリーダムウォーズ』関連曲                                                  |
| 11月27日 | 超貢献推進楽曲集#2 | 貢献Girls & Lady | 「パノプティコン労働歌 第二」 | ゲーム『FREEDOM WARS フリーダムウォーズ』関連曲                                                  |
| 2016年   | | | |                                                                                                  |
| 1月27日  | THE IDOLM@STER LIVE THE@TER DREAMS 05                                                                                      | 木下ひなた（田村奈央）、四条貴音（原由実）、豊川風花（末柄里恵）、野々原茜（小笠原早紀）、双海亜美（下田麻美）、松田亜利沙（村川梨衣）、三浦あずさ（たかはし智秋）、百瀬莉緒（山口立花子）、横山奈緒（渡部優衣）、ロコ（中村温姫） | 「Dreaming!」 | ゲーム『アイドルマスター ミリオンライブ!』関連曲                                                 |
| 1月27日  | THE IDOLM@STER LIVE THE@TER DREAMS 05                                                                                      | 四条貴音（原由実）、豊川風花（末柄里恵） | 「秘密のメモリーズ」 | ゲーム『アイドルマスター ミリオンライブ!』関連曲                                                 |
| 2月17日  | THE IDOLM@STER MASTER ARTIST 3 FINALE Destiny                                                                              | 765PRO ALLSTARS | 「Destiny（M@STER VERSION）」 | ゲーム『アイドルマスター ワンフォーオール』関連曲                                                |
| 2月17日  | THE IDOLM@STER MASTER ARTIST 3 FINALE Destiny                                                                              | 四条貴音（原由実） | 「Destiny（M@STER VERSION）」 | ゲーム『アイドルマスター ワンフォーオール』関連曲                                                |
| 7月20日  | THE IDOLM@STER PLATINUM MASTER 00 happy!                                                                                   | 星井美希（長谷川明子）、高槻やよい（仁後真耶子）、菊地真（平田宏美）、双海亜美 / 真美（下田麻美）、四条貴音（原由実） | 「ザ・ライブ革命でSHOW!（M@STER VERSION）」 | ゲーム『アイドルマスター プラチナスターズ』関連曲                                                |
| 9月21日  | THE IDOLM@STER PLATINUM MASTER 02 僕たちのResistance                                                                       | 星井美希（長谷川明子）、我那覇響（沼倉愛美）、四条貴音（原由実） | 「インセインゲーム」 | ゲーム『アイドルマスター プラチナスターズ』関連曲                                                |
| 10月19日 | THE IDOLM@STER PLATINUM MASTER 03 アマテラス                                                                               | 萩原雪歩（浅倉杏美）、三浦あずさ（たかはし智秋）、四条貴音（原由実）、秋月律子（若林直美） | 「アマテラス（M@STER VERSION）」 | ゲーム『アイドルマスター プラチナスターズ』関連曲                                                |
| 12月21日 | TVアニメ「ブレイブウィッチーズ」エンディング・テーマ コレクション「Little Wing〜Spirit of LINDBERG〜」                     | アレクサンドラ・イワーノヴナ・ポクルイーシキン（原由実）、ニッカ・エドワーディン・カタヤイネン（高森奈津美） | 「LITTLE WING〜Spirit of LINDBERG〜 Vol.6」 | テレビアニメ『ブレイブウィッチーズ』エンディングテーマ                                           |
| 12月21日 | TVアニメ「ブレイブウィッチーズ」エンディング・テーマ コレクション「Little Wing〜Spirit of LINDBERG〜」                     | 雁淵孝美（末柄里恵）、管野直枝（村川梨衣）、ニッカ・エドワーディン・カタヤイネン（高森奈津美）、ヴァルトルート・クルピンスキー（石田嘉代）、アレクサンドラ・イワーノヴナ・ポクルイーシキン（原由実）、ジョーゼット・ルマール（照井春佳）、下原定子（水谷麻鈴）、エディータ・ロスマン（五十嵐裕美）、グンドュラ・ラル（佐藤利奈）                         | 「LITTLE WING〜Spirit of LINDBERG〜 Vol.11」 | テレビアニメ『ブレイブウィッチーズ』エンディングテーマ                                           |
| 12月21日 | TVアニメ「ブレイブウィッチーズ」エンディング・テーマ コレクション「Little Wing〜Spirit of LINDBERG〜」                     | 雁淵ひかり（加隈亜衣）、雁淵孝美（末柄里恵）、管野直枝（村川梨衣）、ニッカ・エドワーディン・カタヤイネン（高森奈津美）、ヴァルトルート・クルピンスキー（石田嘉代）、アレクサンドラ・イワーノヴナ・ポクルイーシキン（原由実）、ジョーゼット・ルマール（照井春佳）、下原定子（水谷麻鈴）、エディータ・ロスマン（五十嵐裕美）、グンドュラ・ラル（佐藤利奈） | 「LITTLE WING〜Spirit of LINDBERG〜 Vol.12」 | テレビアニメ『ブレイブウィッチーズ』エンディングテーマ                                           |
| 2017年   | | | |                                                                                                  |
| 1月25日  | THANKSGIVING≡LYRICS | LILIc's | 「THANKSGIVING≡LYRICS」 | 劇場アニメ『劇場版 トリニティセブン -悠久図書館と錬金術少女-』関連曲                             |
| 1月25日  | THANKSGIVING≡LYRICS | 浅見リリス（原由実） | 「THANKSGIVING≡LYRICS」 | 劇場アニメ『劇場版 トリニティセブン -悠久図書館と錬金術少女-』関連曲                             |
| 1月28日  | THE IDOLM@STER PRODUCER MEETING 2017 765PRO ALLSTARS -Fun to the new vision!! 会場オリジナルCD MiracleResistanceアマテラス | 四条貴音（原由実） | 「アマテラス（M@STER VERSION）」 | ゲーム『アイドルマスター プラチナスターズ』関連曲                                                |
| 3月16日  | 閃乱カグラ PEACH BEACH SPLASH オリジナルサウンドトラック                                                                   | 飛鳥（原田ひとみ）、雪泉（原由実） | 「RAINBOW KISS」 | ゲーム『閃乱カグラ PEACH BEACH SPLASH』オープニングテーマ                                        |
| 3月16日  | 閃乱カグラ PEACH BEACH SPLASH オリジナルサウンドトラック                                                                   | 雪泉（原由実） | 「RAINBOW KISS」 | ゲーム『閃乱カグラ PEACH BEACH SPLASH』関連曲                                                    |
| 3月29日  | THE IDOLM@STER PLATINUM MASTER ENCORE 紅白応援V                                                                            | 765PRO ALLSTARS | 「紅白応援V」 「チェリー -PRODUCER MEETING 2017 MIX-」 「団結2010 -PRODUCER MEETING 2017 MIX-」 | イベント『THE IDOLM@STER PRODUCER MEETING 2017 765PRO ALLSTARS -Fun to the new vision!!-』関連曲 |
| 3月29日  | THE IDOLM@STER PLATINUM MASTER ENCORE 紅白応援V                                                                            | 四条貴音（原由実）、高槻やよい（仁後真耶子） | 「紅白応援V 貴音×やよい Ver.」 | イベント『THE IDOLM@STER PRODUCER MEETING 2017 765PRO ALLSTARS -Fun to the new vision!!-』関連曲 |
| 3月29日  | 「ブレイブウィッチーズ」秘め歌コレクションVol.4                                                                            | アレクサンドラ・イワーノヴナ・ポクルイーシキン（原由実） | 「LITTLE WING〜Spirit of LINDBERG〜」 「Fragment」 | テレビアニメ『ブレイブウィッチーズ』関連曲                                                       |
| 3月29日  | 「ブレイブウィッチーズ」秘め歌コレクションVol.4                                                                            | アレクサンドラ・イワーノヴナ・ポクルイーシキン（原由実）、エディータ・ロスマン（五十嵐裕美）、グンドュラ・ラル（佐藤利奈） | 「Moonlight Trip」 | テレビアニメ『ブレイブウィッチーズ』関連曲                                                       |
| 7月26日  | THE IDOLM@STER MILLION THE@TER GENERATION 01 Brand New Theater!                                                            | 765 MILLION ALLSTARS | 「Brand New Theater!」 | ゲーム『アイドルマスター ミリオンライブ! シアターデイズ』テーマソング                            |
| 7月26日  | THE IDOLM@STER MILLION THE@TER GENERATION 01 Brand New Theater!                                                            | 765 MILLION ALLSTARS | 「Dreaming!」 | ゲーム『アイドルマスター ミリオンライブ! シアターデイズ』関連曲                                  |
| 8月22日  | THE IDOLM@STER MASTER PRIMAL ROCKIN' RED                                                                                   | 天海春香（中村繪里子）、如月千早（今井麻美）、四条貴音（原由実）、秋月律子（若林直美） | 「BRAVE STAR」 | ゲーム『アイドルマスター』関連曲                                                                 |
| 8月22日  | THE IDOLM@STER MASTER PRIMAL ROCKIN' RED                                                                                   | 四条貴音（原由実）、秋月律子（若林直美） | 「聖炎の女神」 | ゲーム『アイドルマスター』関連曲                                                                 |
| 11月22日 | THE IDOLM@STER MILLION THE@TER GENERATION 02 フェアリースターズ                                                            | フェアリースターズ | 「Brand New Theater!」 | ゲーム『アイドルマスター ミリオンライブ! シアターデイズ』関連曲                                  |
| 12月22日 | THE IDOLM@STER STELLA MASTER 00 ToP!!!!!!!!!!!!!                                                                           | 765PRO ALLSTARS | 「ToP!!!!!!!!!!!!!」 | ゲーム『アイドルマスター ステラステージ』関連曲                                                  |
| 2018年   | | | |                                                                                                  |
| 1月5日   | THE IDOLM@STER ニューイヤーライブ!! 初星宴舞 会場オリジナルCD                                                              | 四条貴音（原由実） | 「インセインゲーム」 | ゲーム『アイドルマスター プラチナスターズ』関連曲                                                |
| 1月5日   | THE IDOLM@STER ニューイヤーライブ!! 初星宴舞 会場オリジナルCD                                                              | 水瀬伊織（釘宮理恵）、星井美希（長谷川明子）、四条貴音（原由実） | 「99 Nights（M@STER VERSION）」 | ゲーム『アイドルマスター ワンフォーオール』関連曲                                                |
| 1月5日   | THE IDOLM@STER LIVE THE@TER SOLO COLLECTION 05 765PRO ALLSTARS                                                             | 四条貴音（原由実） | 「秘密のメモリーズ」 | ゲーム『アイドルマスター ミリオンライブ！』関連曲                                                |
| 2月7日   | THE IDOLM@STER STELLA MASTER 01 Vertex Meister                                                                             | 如月千早（今井麻美）、秋月律子（若林直美）、菊地真（平田宏美）、四条貴音（原由実）、我那覇響（沼倉愛美） | 「Vertex Meister（M@STER VERSION）」 | ゲーム『アイドルマスター ステラステージ』関連曲                                                  |
| 4月4日   | THE IDOLM@STER MILLION LIVE! M@STER SPARKLE 08                                                                             | 765 MILLION ALLSTARS | 「Brand New Theater!」 | ゲーム『アイドルマスター ミリオンライブ！ シアターデイズ』関連曲                                 |
| 6月13日  | THE IDOLM@STER STELLA MASTER ENCORE shy→shining                                                                            | 765PRO ALLSTARS | 「shy→shining（M@STER VERSION）」 | ゲーム『アイドルマスター ステラステージ』関連曲                                                  |
| 6月13日  | THE IDOLM@STER STELLA MASTER ENCORE shy→shining                                                                            | 四条貴音（原由実） | 「shy→shining（M@STER VERSION）」 | ゲーム『アイドルマスター ステラステージ』関連曲                                                  |
| 8月29日  | THE IDOLM@STER MILLION THE@TER GENERATION 11 UNION!!                                                                       | 765 MILLION ALLSTARS | 「UNION!!」 「Welcome!!」 | ゲーム『アイドルマスター ミリオンライブ！ シアターデイズ』関連曲                                 |
| 8月29日  | DeCIDE | SUMMONERS 2+ | 「DeCIDE」 | テレビアニメ『異世界魔王と召喚少女の奴隷魔術』オープニングテーマ                                 |
| 8月29日  | DeCIDE | SUMMONERS 2+ | 「イルメナイト」 | テレビアニメ『異世界魔王と召喚少女の奴隷魔術』関連曲                                             |
| 2019年   | | | |                                                                                                  |
| 1月9日   | THE IDOLM@STER 初星-mix | 765PRO ALLSTARS | 「THE IDOLM@STER 初星-mix」 | ライブイベント『THE IDOLM@STER ニューイヤーライブ!! 初星宴舞』関連曲                             |
| 1月30日  | THE IDOLM@STER ニューイヤーライブ!! 初星宴舞 LIVE Blu-ray 絢爛装丁版 特典CD                                                | 765PRO ALLSTARS | 「THE IDOLM@STER 初星-mix ロングイントロver.」 | ライブイベント『THE IDOLM@STER ニューイヤーライブ!! 初星宴舞』関連曲                             |
| 3月29日  | OVER THE TRINITY | √venustas | 「OVER THE TRINITY」 | 劇場アニメ『劇場版 トリニティセブン -天空図書館と真紅の魔王-』挿入歌                             |
| 3月29日  | OVER THE TRINITY | 浅見リリス（原由実） | 「OVER THE TRINITY (Outer Alchemic Form)」 | 劇場アニメ『劇場版 トリニティセブン -天空図書館と真紅の魔王-』関連曲                             |
| 5月29日  | 異世界かるてっと/異世界ガールズ♡トーク                                                                                     | アルベド（原由実）、アクア（雨宮天）、エミリア（高橋李依）、ターニャ（悠木碧） | 「異世界ガールズ♡トーク」 | テレビアニメ『異世界かるてっと』エンディングテーマ                                               |
| 6月26日  | THE IDOLM@STER MILLION THE@TER GENERATION 18 765PRO ALLSTARS                                                               | 765PRO ALLSTARS | 「LEADER!!」 「Brand New Theater!」 | ゲーム『アイドルマスター ミリオンライブ！ シアターデイズ』関連曲                                 |
| 7月24日  | THE IDOLM@STER MILLION THE@TER WAVE 01 Flyers!!!                                                                           | 765 MILLION ALLSTARS | 「Flyers!!!」 | ゲーム『アイドルマスター ミリオンライブ！ シアターデイズ』関連曲                                 |
| 7月31日  | トリカゴ スクラップマーチ キャラクターソング UNIT5「Maternal×Eternal=Love」                                                | シエラ（原由実）、サクヤ（朝日奈丸佳） | 「Maternal x Eternal = Love」 | ゲーム『トリカゴ スクラップマーチ』関連曲                                                        |
| 9月11日  | 新ワールドウィッチーズシリーズ秘め歌コレクション特別版 ヘルシンキ篇                                                        | ニッカ・エドワーディン・カタヤイネン（高森奈津美）、アレクサンドラ・I・ポクルイーシキン（原由実）、ジョーゼット・ルマール（照井春佳） | 「One by One」 | 『ワールドウィッチーズ』関連曲                                                                   |
| 11月20日 | UP-DATE × PLEASE!!! ver 2.6.9                                                                                              | 早乙女二葉（原由実）、早乙女六海（日高里菜）、早乙女九瑠璃（小岩井ことり） | 「UP-DATE × PLEASE!!! ver 2.6.9」 | テレビアニメ『戦×恋』エンディングテーマ                                                          |
| 11月20日 | UP-DATE × PLEASE!!! ver 2.6.9                                                                                              | 早乙女一千花（内山夕実）、早乙女二葉（原由実）、早乙女三沙（清水彩香）、早乙女四乃（逢田梨香子）、早乙女五夜（加隈亜衣）、早乙女六海（日高里菜）、早乙女七樹（本渡楓）、早乙女八雲（河瀬茉希）、早乙女九瑠璃（小岩井ことり） | 「UP-DATE × PLEASE!!!!!!!!!」 | テレビアニメ『戦×恋』関連曲                                                                      |
| 11月20日 | UP-DATE × PLEASE!!! 全巻購入特典CD                                                                                         | 早乙女一千花（内山夕実）、早乙女二葉（原由実）、早乙女三沙（清水彩香）、早乙女四乃（逢田梨香子）、早乙女五夜（加隈亜衣）、早乙女六海（日高里菜）、早乙女七樹（本渡楓）、早乙女八雲（河瀬茉希）、早乙女九瑠璃（小岩井ことり）、亜久津拓真（広瀬裕也） | 「UP-DATE × PLEASE!!!!!!!!! Ver. X」 | テレビアニメ『戦×恋』関連曲                                                                      |
| 2020年   | | | |                                                                                                  |
| 1月29日  | THE IDOLM@STER MILLION THE@TER WAVE 05 ARCANA                                                                              | ARCANA | 「Fermata in Rapsodia」 「DEpArture from THe life」 | ゲーム『アイドルマスター ミリオンライブ！ シアターデイズ』関連曲                                 |
| 8月5日   | THE IDOLM@STER MASTER ARTIST 4 02 四条貴音                                                                                 | 四条貴音（原由実） | 「炎ノ鳥」 「GLAMOROUS SKY」 「焼け野が原」 「マジで…!?」 「New Me, Continued」 | ゲーム「アイドルマスターシリーズ」関連曲                                                         |
| 8月26日  | THE IDOLM@STER MILLION THE@TER WAVE 10 Glow Map                                                                            | 765 MILLION ALLSTARS | 「Glow Map」 | ゲーム『アイドルマスター ミリオンライブ！ シアターデイズ』関連曲                                 |
| 2021年   | | | |                                                                                                  |
| 1月19日  | - | 真子（原由実）、沙雪（奥野香耶） | 「Wings Of Fire 2020（MAKO&SAYUKI）」 | パチスロ『頭文字D』関連曲                                                                        |
| 2月24日  | DESIGNED BY HEAVEN! | パライソ☆社員スターズ | 「DESIGNED BY HEAVEN!」 | テレビアニメ『天地創造デザイン部』エンディングテーマ                                             |
| 2月24日  | DESIGNED BY HEAVEN! | パライソ☆社員スターズ | 「DESIGNED BY HEAVEN!＜Ad-Option Remix＞」 | テレビアニメ『天地創造デザイン部』関連曲                                                         |
| 4月7日   | ワールドウィッチーズ発進しますっ！ 第502統合戦闘航空団発進しますっ！                                                       | グンドュラ・ラル（佐藤利奈）、アレクサンドラ・Ｉ・ポクルイーシキン（原由実） | 「Awesome days!」 | テレビアニメ『ワールドウィッチーズ発進しますっ！』エンディングテーマ                             |
| 4月7日   | ワールドウィッチーズ発進しますっ！ 第502統合戦闘航空団発進しますっ！                                                       | 第502統合戦闘航空団 | 「Awesome days!」 | テレビアニメ『ワールドウィッチーズ発進しますっ！』エンディングテーマ                             |
| 5月12日  | ガールズ&パンツァー 最終章 Episode1〜3 オリジナルサウンドトラック                                                          | BC自由学園 | 「La Chanson de l'oignon Sung by BC自由学園 戦車道チーム」 | 劇場アニメ『ガールズ&パンツァー 最終章』関連曲                                                   |
| 7月28日  | THE IDOLM@STER MILLION THE@TER SEASON Harmony 4 You                                                                        | 765 MILLION ALLSTARS | 「Harmony 4 You」 | ゲーム『アイドルマスター ミリオンライブ！ シアターデイズ』関連曲                                 |
| 7月28日  | THE IDOLM@STER MILLION THE@TER SEASON Harmony 4 You                                                                        | 765PRO ALLSTARS | 「EVERYDAY STARS!!」 | ゲーム『アイドルマスター ミリオンライブ！ シアターデイズ』関連曲                                 |
| 8月4日   | VOY@GER | THE IDOLM@STER FIVE STARS!!! | 「VOY@GER」 | 「アイドルマスターシリーズ」イメージソング                                                       |
| 8月4日   | VOY@GER 765PRO ALLSTARS盤                                                                                                  | 765PRO ALLSTARS | 「VOY@GER」 | 「アイドルマスターシリーズ」イメージソング                                                       |
| 8月4日   | VOY@GER 765PRO ALLSTARS盤                                                                                                  | 四条貴音（原由実） | 「VOY@GER」 | 「アイドルマスターシリーズ」イメージソング                                                       |
| 10月6日  | THE IDOLM@STER STARLIT SEASON 00 GR@TITUDE                                                                                 | Project LUMINOUS | 「GR@TITUDE」 | ゲーム『アイドルマスター スターリットシーズン』テーマソング                                      |
| 10月6日  | THE IDOLM@STER STARLIT SEASON 00 GR@TITUDE 日本コロムビア盤                                                                | 765PRO ALLSTARS | 「GR@TITUDE」 | ゲーム『アイドルマスター スターリットシーズン』テーマソング                                      |
| 10月27日 | THE IDOLM@STER MILLION THE@TER SEASON BRIGHT DIAMOND                                                                       | 伊吹翼（Machico）、徳川まつり（諏訪彩花）、四条貴音（原由実）、所恵美（藤井ゆきよ） | 「DIAMOND JOKER」 | ゲーム『アイドルマスター ミリオンライブ！ シアターデイズ』関連曲                                 |
| 10月27日 | THE IDOLM@STER MILLION THE@TER SEASON BRIGHT DIAMOND                                                                       | BRIGHT DIAMOND | 「ダイヤモンド・クラリティ」 「Harmony 4 You」 | ゲーム『アイドルマスター ミリオンライブ！ シアターデイズ』関連曲                                 |
| 12月1日  | THE IDOLM@STER STARLIT SEASON 01                                                                                           | Project LUMINOUS | 「THE IDOLM@STER」 | ゲーム『アイドルマスター スターリットシーズン』関連曲                                            |
| 12月1日  | THE IDOLM@STER STARLIT SEASON 01                                                                                           | 765PRO ALLSTARS、MILLIONSTARS | 「Thank you!」 | ゲーム『アイドルマスター スターリットシーズン』関連曲                                            |
| 12月1日  | THE IDOLM@STER STARLIT SEASON 01                                                                                           | 765PRO ALLSTARS、シャイニーカラーズ | 「Spread the Wings!!」 | ゲーム『アイドルマスター スターリットシーズン』関連曲                                            |
| 2022年   | | | |                                                                                                  |
| 1月19日  | THE IDOLM@STER STARLIT SEASON 02                                                                                           | 765PRO ALLSTARS、シャイニーカラーズ | 「READY!!」 | ゲーム『アイドルマスター スターリットシーズン』関連曲                                            |
| 1月19日  | THE IDOLM@STER STARLIT SEASON 02                                                                                           | 765PRO ALLSTARS、CINDERELLA GIRLS、MILLIONSTARS | 「Brand New Theater!」 | ゲーム『アイドルマスター スターリットシーズン』関連曲                                            |
| 3月2日   | THE IDOLM@STER STARLIT SEASON 03                                                                                           | 765PRO ALLSTARS、MILLIONSTARS | 「UNION!!」 | ゲーム『アイドルマスター スターリットシーズン』関連曲                                            |
| 3月2日   | THE IDOLM@STER STARLIT SEASON 03                                                                                           | 如月千早（今井麻美）、秋月律子（若林直美）、三浦あずさ（たかはし智秋）、四条貴音（原由実）、神崎蘭子（内田真礼）、最上静香（田所あずさ）、白石紬（南早紀）、白瀬咲耶（八巻アンナ）、杜野凛世（丸岡和佳奈）、奥空心白（田中あいみ） | 「アイシテの呪縛 〜Je vous aime〜」 | ゲーム『アイドルマスター スターリットシーズン』関連曲                                            |
| 4月13日  | THE IDOLM@STER STARLIT SEASON 04                                                                                           | 星井美希（長谷川明子）、四条貴音（原由実）、我那覇響（沼倉愛美）、DIAMANT | 「オーバーマスター（M@STER VERSION）」 | ゲーム『アイドルマスター スターリットシーズン』関連曲                                            |
| 4月13日  | THE IDOLM@STER STARLIT SEASON 04                                                                                           | 765PRO ALLSTARS | 「IDOL☆HEART」 | ゲーム『アイドルマスター スターリットシーズン』関連曲                                            |
| 4月13日  | THE IDOLM@STER STARLIT SEASON 04                                                                                           | 如月千早（今井麻美）、秋月律子（若林直美）、三浦あずさ（たかはし智秋）、四条貴音（原由実）、神崎蘭子（内田真礼）、高垣楓（早見沙織）、最上静香（田所あずさ）、白石紬（南早紀）、白瀬咲耶（八巻アンナ）、杜野凛世（丸岡和佳奈）、奥空心白（田中あいみ）、玲音（茅原実里）                                                                                 | 「ダンス・ダンス・ダンス」 | ゲーム『アイドルマスター スターリットシーズン』関連曲                                            |
| 4月13日  | THE IDOLM@STER STARLIT SEASON 04                                                                                           | Project LUMINOUS、DIAMANT | 「GR＠TITUDE」 | ゲーム『アイドルマスター スターリットシーズン』関連曲                                            |
| 4月13日  | THE IDOLM@STER STARLIT SEASON 04                                                                                           | 765PRO ALLSTARS、奥空心白（田中あいみ）、亜夜（日高里菜） | 「なんどでも笑おう」 | ゲーム『アイドルマスター スターリットシーズン』関連曲                                            |
| 4月13日  | THE IDOLM@STER STARLIT SEASON 04                                                                                           | 星井美希（長谷川明子）、四条貴音（原由実）、我那覇響（沼倉愛美） | 「お願い！シンデレラ（M@STER VERSION）」 | ゲーム『アイドルマスター スターリットシーズン』関連曲                                            |
| 4月27日  | THE IDOLM@STER MILLION LIVE! M@STER SPARKLE2 06                                                                            | 四条貴音（原由実） | 「交わる季節」 | ゲーム『アイドルマスター ミリオンライブ！ シアターデイズ』関連曲                                 |
| 7月9日   | THE IDOLM@STER LIVE THE@TER SOLO COLLECTION 10 765PRO ALLSTARS                                                             | 四条貴音（原由実） | 「Fermata in Rapsodia」 | ゲーム『アイドルマスター ミリオンライブ！ シアターデイズ』関連曲                                 |
| 7月9日   | THE IDOLM@STER 765PRO ALLSTARS LIVE SUNRICH COLORFUL コロムビア会場オリジナルCD                                            | 四条貴音（原由実） | 「BRAVE STAR」 | ゲーム『アイドルマスター』関連曲                                                                 |
| 7月27日  | THE IDOLM@STER MILLION THE@TER SEASON 夢にかけるRainbow                                                                    | 765 MILLION ALLSTARS | 「夢にかけるRainbow」 | ゲーム『アイドルマスター ミリオンライブ！ シアターデイズ』関連曲                                 |
| 7月27日  | THE IDOLM@STER MILLION THE@TER SEASON 夢にかけるRainbow                                                                    | フェアリースターズ | 「夢にかけるRainbow」 | ゲーム『アイドルマスター ミリオンライブ！ シアターデイズ』関連曲                                 |
| 12月14日 | THE IDOLM@STER MILLION THE@TER VARIETY 02                                                                                  | 765 MILLION ALLSTARS | 「Brand New Theater! 〜Brand New Year Ver.〜」 | ゲーム『アイドルマスター ミリオンライブ！ シアターデイズ』関連曲                                 |
| 2023年   | | | |                                                                                                  |
| 2月11日  | THE IDOLM@STER M@STERS OF IDOL WORLD!!!!! 2023 なんどでも笑おう                                                            | 765PRO ALLSTARS | 「なんどでも笑おう」 | 「アイドルマスターシリーズ」関連曲                                                               |
| 2月11日  | THE IDOLM@STER M@STERS OF IDOL WORLD!!!!! 2023 なんどでも笑おう                                                            | 四条貴音（原由実） | 「なんどでも笑おう」 | 「アイドルマスターシリーズ」関連曲                                                               |
| 2月22日  | THE IDOLM@STER MILLION THE@TER SEASON FINAL                                                                                | 篠宮可憐（近藤唯）、双海真美（下田麻美）、四条貴音（原由実）、エミリー スチュアート（郁原ゆう）、豊川風花（末柄里恵） | 「Like twinkling STARS」 | ゲーム『アイドルマスター ミリオンライブ！ シアターデイズ』関連曲                                 |
| 3月23日  | THE IDOLM@STER 765 MILLION ALLSTARS BEST                                                                                   | 765 MILLION ALLSTARS | 「Thank You!（765 MILLION ALLSTARS ver.）」 「夢にかけるRainbow（Brand New Ver.）」 「Crossing!」 | ゲーム『アイドルマスター ミリオンライブ！ シアターデイズ』関連曲                                 |
| 7月26日  | THE IDOLM@STER 765PRO LIVE THE@TER COLLECTION Vol.2                                                                        | 765PRO ALLSTARS | 「Dreaming!」 「UNION!!」 「Flyers!!!」 「Glow Map」 「Harmony 4 You」 「夢にかけるRainbow」 | ゲーム『アイドルマスター ミリオンライブ！ シアターデイズ』関連曲                                 |
| 7月26日  | THE IDOLM@STER MILLION LIVE! グッドサイン                                                                                  | 765 MILLION ALLSTARS | 「グッドサイン」 | ゲーム『アイドルマスター ミリオンライブ！ シアターデイズ』関連曲                                 |
| 7月26日  | THE IDOLM@STER MILLION LIVE! グッドサイン                                                                                  | 765PRO ALLSTARS | 「グッドサイン」 | ゲーム『アイドルマスター ミリオンライブ！ シアターデイズ』関連曲                                 |
| 9月27日  | THE IDOLM@STER MILLION THE@TER VARIETY 04                                                                                  | 三浦あずさ（たかはし智秋）、二階堂千鶴（野村香菜子）、四条貴音（原由実）、北上麗花（平山笑美）、豊川風花（末柄里恵） | 「カンパリーナ♡」 | ゲーム『アイドルマスター ミリオンライブ！ シアターデイズ』関連曲                                 |
| 12月27日 | THE IDOLM@STER MILLION C@STING 01 解夏傀儡                                                                                 | 真壁瑞希（阿部里果）、馬場このみ（髙橋ミナミ）、四条貴音（原由実）、周防桃子（渡部恵子）、中谷育（原嶋あかり） | 「解夏傀儡」 | ゲーム『アイドルマスター ミリオンライブ！ シアターデイズ』関連曲                                 |
| 2024年   | | | |                                                                                                  |
| 7⽉31⽇  | THE IDOLM@STER MILLION LIVE! 7Days A Week!!                                                                                | 765 MILLION ALLSTARS | 「7Days A Week!!」 「DIAMOND DAYS」 | ゲーム『アイドルマスター ミリオンライブ！ シアターデイズ』関連曲                                 |
| 7⽉31⽇  | THE IDOLM@STER MILLION LIVE! 7Days A Week!!                                                                                | 真壁瑞希（阿部里果）、馬場このみ（高橋ミナミ）、四条貴音（原由実）、周防桃子（渡部恵子）、中谷育（原嶋あかり） | 「DIAMOND DAYS」 | ゲーム『アイドルマスター ミリオンライブ！ シアターデイズ』関連曲                                 |
| 7⽉31⽇  | THE IDOLM@STER LIVE THE@TER SOLO COLLECTION 「DIAMOND DAYS」 765PRO ALLSTARS                                               | 四条貴音（原由実） | 「DIAMOND DAYS」 | ゲーム『アイドルマスター ミリオンライブ！ シアターデイズ』関連曲                                 |
| 2025年   | | | |                                                                                                  |
| 1月29日  | THE IDOLM@STER MILLION MOVEMENT OF ASTROLOGIA 03 Stellar Light                                                             | 四条貴音（原由実）、萩原雪歩（浅倉杏美）、天海春香（中村繪里子）、水瀬伊織（釘宮理恵） | 「Stellar Light」 | ゲーム『アイドルマスター ミリオンライブ！ シアターデイズ』関連曲                                 |

### その他参加楽曲
| 発売日   | 商品名                                                                      | 歌                                                        | 楽曲 | 備考                                                                  |
| 2009年   | 2009年                                                                      | 2009年                                                    | 2009年 | 2009年                                                                |
| -------- | --------------------------------------------------------------------------- | --------------------------------------------------------- | --- | --------------------------------------------------------------------- |
| 3月25日  | THE IDOLM@STER RADIO 歌道場                                                 | 原由実                                                    | 「DESTINY」 | ラジオ『THE IDOLM@STER RADIO』関連曲                                  |
| 3月25日  | THE IDOLM@STER RADIO 歌道場                                                 | 原由実、今井麻美、たかはし智秋                            | 「守ってあげたい」 | ラジオ『THE IDOLM@STER RADIO』関連曲                                  |
| 2010年   |                                                                             |                                                           | |                                                                       |
| 3月24日  | THE IDOLM@STER STATION!!! FIRST TRAVEL                                      | 今井麻美、原由実、沼倉愛美                                | 「DEAD or ALIVE」 「はっぴぃ☆ほりっく」 | ラジオ『THE IDOLM@STER STATION!!!』テーマソング                       |
| 3月24日  | THE IDOLM@STER STATION!!! FIRST TRAVEL                                      | 原由実                                                    | 「One Step」 | ラジオ『THE IDOLM@STER STATION!!!』関連曲                             |
| 6月30日  | THE IDOLM@STER STATION!!! SECOND TRAVEL 〜Seaside Date〜                    | 原由実                                                    | 「夏の月」 「水の証」 「私はマチコ」 | ラジオ『THE IDOLM@STER STATION!!!』関連曲                             |
| 6月30日  | THE IDOLM@STER STATION!!! SECOND TRAVEL 〜Seaside Date〜                    | 沼倉愛美、原由実                                          | 「Okey-dokey（ニュー・アレンジ）」 「天使のゆびきり」 | ラジオ『THE IDOLM@STER STATION!!!』関連曲                             |
| 6月30日  | THE IDOLM@STER STATION!!! SECOND TRAVEL 〜Seaside Date〜                    | 今井麻美、原由実、沼倉愛美                                | 「塊オンザウィングス」 「ガラガラヘビがやってくる」 「ルージュの伝言」 「一期一会」 「プラチナ」 「Alright!!」 「Sweet Soul Revue」 「アンパンマンのマーチ」 「勇気りんりん」 「桜坂」 「卒業」 | ラジオ『THE IDOLM@STER STATION!!!』関連曲                             |
| 2011年   |                                                                             |                                                           | |                                                                       |
| 4月13日  | THE IDOLM@STER STATION!!! THIRD TRAVEL WANTED                               | 今井麻美、沼倉愛美、原由実                                | 「風と丘のバラード」 「ジューンブライド 〜あなたしか見えない〜」 「青い珊瑚礁」 「オバケなんてないさ」 「もう恋なんてしない」 「Mr.Moonlight 〜愛のビッグバンド〜」 「嵐の中で輝いて」 「夢にエール! パティシエール♪」 「Traveler」 | ラジオ『THE IDOLM@STER STATION!!!』関連曲                             |
| 4月13日  | THE IDOLM@STER STATION!!! THIRD TRAVEL WANTED                               | 沼倉愛美、原由実                                          | 「ココロのちず」 | ラジオ『THE IDOLM@STER STATION!!!』関連曲                             |
| 4月13日  | THE IDOLM@STER STATION!!! THIRD TRAVEL WANTED                               | 原由実                                                    | 「Yeah! めっちゃホリディ」 | ラジオ『THE IDOLM@STER STATION!!!』関連曲                             |
| 4月13日  | THE IDOLM@STER STATION!!! THIRD TRAVEL WANTED                               | 原由実、今井麻美                                          | 「イミテイション・ゴールド」 | ラジオ『THE IDOLM@STER STATION!!!』関連曲                             |
| 4月13日  | THE IDOLM@STER STATION!!! THIRD TRAVEL WANTED                               | 今井麻美、原由実、沼倉愛美、下田麻美                      | 「恋愛レボリューション21」 | ラジオ『THE IDOLM@STER STATION!!!』関連曲                             |
| 9月28日  | HEART AND SOUL -THE IDOLM@STER STATION!!!-                                  | 原由実                                                    | 「Crescent Maze」 | ラジオ『THE IDOLM@STER STATION!!!』関連曲                             |
| 9月28日  | HEART AND SOUL -THE IDOLM@STER STATION!!!-                                  | 沼倉愛美、原由実、浅倉杏美                                | 「1, 2, 3」 | ラジオ『THE IDOLM@STER STATION!!!』関連曲                             |
| 2012年   |                                                                             |                                                           | |                                                                       |
| 2月29日  | THE IDOLM@STER STATION!!! Nouvelle Vague                                    | 沼倉愛美、原由実、浅倉杏美                                | 「HEART AND SOUL」 「風になる」 「夏のお嬢さん」 「見上げてごらん夜の星を」 「マル・マル・モリ・モリ!」 「大阪LOVER」 「恋人がサンタクロース」 「それが大事」 「にっぽん昔ばなし」 「陽のあたる坂道」 | ラジオ『THE IDOLM@STER STATION!!!』関連曲                             |
| 2月29日  | THE IDOLM@STER STATION!!! Nouvelle Vague                                    | 原由実                                                    | 「恋におちて -Fall in love-」 「夏の思い出」 | ラジオ『THE IDOLM@STER STATION!!!』関連曲                             |
| 2月29日  | THE IDOLM@STER STATION!!! Nouvelle Vague                                    | 原由実、浅倉杏美                                          | 「ガッツだぜ!!」 | ラジオ『THE IDOLM@STER STATION!!!』関連曲                             |
| 2月29日  | THE IDOLM@STER STATION!!! Nouvelle Vague                                    | 沼倉愛美、原由実                                          | 「月光花」 「GLAMOROUS SKY」 | ラジオ『THE IDOLM@STER STATION!!!』関連曲                             |
| 2月29日  | THE IDOLM@STER STATION!!! Nouvelle Vague                                    | 沼倉愛美、原由実、浅倉杏美、たかはし智秋                  | 「元気を出して」 | ラジオ『THE IDOLM@STER STATION!!!』関連曲                             |
| 2月29日  | THE IDOLM@STER STATION!!! Nouvelle Vague                                    | 沼倉愛美、原由実、浅倉杏美、仁後真耶子                    | 「Love Song 探して」 | ラジオ『THE IDOLM@STER STATION!!!』関連曲                             |
| 12月12日 | THE IDOLM@STER STATION!!! Amazing grace                                     | 原由実                                                    | 「continue」 | ラジオ『THE IDOLM@STER STATION!!!』関連曲                             |
| 12月12日 | THE IDOLM@STER STATION!!! Amazing grace                                     | 沼倉愛美、浅倉杏美、原由実                                | 「ぜんぜんあいたい」 | ラジオ『THE IDOLM@STER STATION!!!』関連曲                             |
| 2013年   |                                                                             |                                                           | |                                                                       |
| 7月17日  | THE IDOLM@STER STATION!!! FAVORITE TALKS                                    | 浅倉杏美、原由実、沼倉愛美                                | 「ラヴ・イズ・オーヴァー」 「my graduation」 「TRAIN-TRAIN」 「出逢った頃のように」 「ロマンスの神様」 | ラジオ『THE IDOLM@STER STATION!!!』関連曲                             |
| 7月17日  | THE IDOLM@STER STATION!!! FAVORITE TALKS                                    | 原由実                                                    | 「狙いうち」 | ラジオ『THE IDOLM@STER STATION!!!』関連曲                             |
| 7月17日  | THE IDOLM@STER STATION!!! FAVORITE TALKS                                    | 原由実、沼倉愛美                                          | 「1/3の純情な感情」 | ラジオ『THE IDOLM@STER STATION!!!』関連曲                             |
| 9月25日  | 今井麻美と原由実のラジオ『コープスパーティーR』Vol.1                        | 今井麻美 & 原由実                                         | 「ヒカリ」 | ラジオ『今井麻美と原由実のラジオ『コープスパーティーR』』テーマソング |
| 2014年   |                                                                             |                                                           | |                                                                       |
| 3月5日   | THE IDOLM@STER STATION!!+ WINTER MEMORIES                                   | 原由実                                                    | 「ORION」 「新しいドア 〜冬のひまわり〜」 | ラジオ『THE IDOLM@STER STATION!!+』関連曲                             |
| 10月1日  | THE IDOLM@STER STATION!!+ Monday Night Fever☆                               | 沼倉愛美、原由実                                          | 「Monday Night Fever☆」 「Catch You Catch Me」 「鐘を鳴らして」 「やさしさに包まれたなら」 「ゆめいっぱい」 「また君に恋してる」 「森のくまさん」 「いい日旅立ち」 「TIMING」 「POWER」 「One Night Carnival」 「冬がはじまるよ」 「さそり座の女」 「きよしこのよる」 「さくら（独唱）」 「六甲おろし」 「ブルーライト・ヨコハマ」 「モンキー・マジック | ラジオ『THE IDOLM@STER STATION!!+』関連曲                             |
| 10月1日  | THE IDOLM@STER STATION!!+ Monday Night Fever☆                               | 原由実                                                    | 「じゃじゃ馬にさせないで」 「荒城の月」 「いんとろあうとろ 原ばーじょん」 | ラジオ『THE IDOLM@STER STATION!!+』関連曲                             |
| 2015年   |                                                                             |                                                           | |                                                                       |
| 11月18日 | THE IDOLM@STER STATION!!! in WonderRadio                                    | 沼倉愛美、原由実、浅倉杏美                                | 「in WonderRadio」 「クリスマスなんて大嫌い!! なんちゃって」 「雨」 「Monday Night Fever☆」 | ラジオ『THE IDOLM@STER STATION!!!』関連曲                             |
| 11月18日 | THE IDOLM@STER STATION!!! in WonderRadio                                    | 原由実                                                    | 「ペッパー警部」 | ラジオ『THE IDOLM@STER STATION!!!』関連曲                             |
| 2016年   |                                                                             |                                                           | |                                                                       |
| 4月30日  | 鉄拳7 サウンドトラック                                                      | Darnell Abraham / コーラス：原由実                        | 「The Long Goodbye」 | ゲーム『鉄拳7』エンディングテーマ                                     |
| 7月24日  | THE IDOLM@STER STATION!!! Summer Night Party!!! 特典CD                      | 沼倉愛美、原由実、浅倉杏美 from THE IDOLM@STER STATION!!! | 「だから今夜きみと」 | ラジオ『THE IDOLM@STER STATION!!!』関連曲                             |
| 2017年   |                                                                             |                                                           | |                                                                       |
| 10月21日 | 鉄拳7 サウンドトラック PLUS                                                 | 原由実                                                    | 「Aloneness」 | ゲーム『鉄拳7』関連曲                                                 |
| 2019年   |                                                                             |                                                           | |                                                                       |
| 2月6日   | THE IDOLM@STER STATION!!! Long Travel 〜BEST OF THE IDOLM@STER STATION!!!〜 | 沼倉愛美、原由実、浅倉杏美                                | 「光跡」 | ラジオ『THE IDOLM@STER STATION!!!』関連曲                             |

### 作詞・作曲
- Traveler（2011年、歌・作詞：今井麻美、原由実、沼倉愛美）
- あふれる想い（2013年、作詞）
- HEART LETTER（2015年、作曲）

## ライブ・イベント

### 合同ライブ
| 出演日         | タイトル                                                   | 会場                                       |
| -------------- | ---------------------------------------------------------- | ------------------------------------------ |
| 2012年10月16日 | Live5pb. 2012                                              | TOKYO DOME CITY HALL（東京都）             |
| 2013年11月23日 | Live5pb. 2013                                              | TOKYO DOME CITY HALL（東京都）             |
| 2014年4月27日  | コープスパーティー 如月祭/後夜祭                           | 赤坂ACTシアター（東京都）                  |
| 2014年11月15日 | Live5pb. 2014 #7                                           | TOKYO DOME CITY HALL（東京都）             |
| 2015年10月31日 | 今井麻美&原由実トーク&ミニライブ                           | みなくる広場 野外ステージ（愛知県）        |
| 2015年10月31日 | 刈谷アニメcollection2015開催記念「今井麻美・原由実ライブ」 | 刈谷市総合文化センター・大ホール（愛知県） |
| 2016年1月16日  | Live5pb. 2016                                              | STUDIO COAST（東京都）                     |
| 2016年10月30日 | 今井麻美&原由実アコースティックライブ2016                  | ガンガラーの谷（沖縄県）                   |

### ソロイベント
| 出演日        | タイトル                                       | 会場                            |
| ------------- | ---------------------------------------------- | ------------------------------- |
| 2017年2月11日 | 原由実 バースデーイベント2017「Dive to Osaka」 | 海遊館ホール（大阪府）（2部制） |